# Liste des matchs de l'équipe de Hongrie de football par adversaire
Cette liste présente les matchs de l'équipe de Hongrie de football par adversaire rencontré. Lorsqu'une rivalité footballistique particulière existe entre la Hongrie et un autre pays, une page spécifique est proposée. Les rencontres listées sont uniquement des matchs officiels reconnus comme tels par la FIFA.
- Haut – A
- B
- C
- D
- E
- F
- G
- H
- I
- J
- K
- L
- M
- N
- O
- P
- Q
- R
- S
- T
- U
- V
- W
- X
- Y
- Z

## A

### Albanie
| Date              | Lieu     | Match             | Score | Compétition                             |
| 20 août 1947      | Budapest | Hongrie - Albanie | 3-0   | Coupe des Balkans 1947                  |
| 23 mai 1948       | Tirana   | Albanie - Hongrie | 0-0   | Coupe des Balkans 1948                  |
| 24 septembre 1950 | Budapest | Hongrie - Albanie | 12-0  | Match amical                            |
| 11 octobre 2008   | Budapest | Hongrie - Albanie | 2-0   | Éliminatoires de la Coupe du monde 2010 |
| 26 mars 2009      | Tirana   | Albanie - Hongrie | 0-1   | Éliminatoires de la Coupe du monde 2010 |
| 4 juin 2014       | Budapest | Hongrie - Albanie | 1-0   | Match amical                            |
| 9 octobre 2021    | Budapest | Hongrie - Albanie | 0-1   | Éliminatoires de la Coupe du monde 2022 |

- Total de matchs disputés : 7
- Victoire de l'Albanie : 1
- Victoires de la Hongrie : 5
- Match nul : 1
- Buts marqués par l'Albanie : 1
- Buts marqués par la Hongrie : 19

### Algérie
Confrontations entre l'équipe d'Algérie de football et l'équipe de Hongrie de football :
| Date             | Lieu               | Match             | Score | Compétition  |
| 1er mai 1957     | Budapest,          | Hongrie - Algerie | 2-2   | Match amical |
| 4 mai 1958       | Győr,              | Hongrie - Algerie | 2-6   | Match amical |
| 22 mars 1967     | Alger, Algérie     | Algérie - Hongrie | 0-1   | Match amical |
| 11 décembre 1985 | Monterrey, Mexique | Hongrie - Algérie | 3-1   | Match amical |

Bilan
- Total de matchs disputés : 4
- Victoires de l'équipe de Hongrie : 2
- Victoires de l'équipe d'Algérie : 1
- Match nul : 1

### Allemagne
| Date              | Lieu           | Match               | Score | Compétition                               |
| 4 avril 1909      | Budapest       | Hongrie - Allemagne | 3-3   | Match amical                              |
| 17 décembre 1911  | Munich         | Allemagne - Hongrie | 1-4   | Match amical                              |
| 14 avril 1912     | Budapest       | Hongrie - Allemagne | 4-4   | Match amical                              |
| 3 juillet 1912    | Solna          | Allemagne - Hongrie | 1-3   | JO 1912 (1/2 fin. tournoi de consolation) |
| 24 octobre 1920   | Berlin         | Allemagne - Hongrie | 1-0   | Match amical                              |
| 5 juin 1921       | Budapest       | Hongrie - Allemagne | 3-0   | Match amical                              |
| 2 juillet 1922    | Bochum         | Allemagne - Hongrie | 0-0   | Match amical                              |
| 21 septembre 1924 | Budapest       | Hongrie - Allemagne | 4-1   | Match amical                              |
| 28 septembre 1930 | Dresde         | Allemagne - Hongrie | 5-3   | Match amical                              |
| 30 octobre 1932   | Budapest       | Hongrie - Allemagne | 2-1   | Match amical                              |
| 14 janvier 1934   | Francfort      | Allemagne - Hongrie | 3-1   | Match amical                              |
| 15 mars 1936      | Budapest       | Hongrie - Allemagne | 3-2   | Match amical                              |
| 20 mars 1938      | Nuremberg      | Allemagne - Hongrie | 1-1   | Match amical                              |
| 24 septembre 1939 | Budapest       | Hongrie - Allemagne | 5-1   | Match amical                              |
| 7 avril 1940      | Berlin         | Allemagne - Hongrie | 2-2   | Match amical                              |
| 6 octobre 1940    | Budapest       | Hongrie - Allemagne | 2-2   | Match amical                              |
| 6 avril 1941      | Cologne        | Allemagne - Hongrie | 7-0   | Match amical                              |
| 3 mai 1942        | Budapest       | Hongrie - Allemagne | 3-5   | Match amical                              |
| 20 juin 1954      | Bâle           | Hongrie - RFA       | 8-3   | Coupe du monde 1954 (Premier tour)        |
| 4 juillet 1954    | Berne          | RFA - Hongrie       | 3-2   | Coupe du monde 1954 (Finale)              |
| 22 décembre 1957  | Hanovre        | RFA - Hongrie       | 1-0   | Match amical                              |
| 8 novembre 1959   | Budapest       | Hongrie - RFA       | 4-3   | Match amical                              |
| 9 septembre 1970  | Nuremberg      | RFA - Hongrie       | 3-1   | Match amical                              |
| 29 mars 1972      | Budapest       | Hongrie - RFA       | 0-2   | Match amical                              |
| 17 avril 1974     | Dortmund       | RFA - Hongrie       | 5-0   | Match amical                              |
| 15 novembre 1978  | Francfort      | RFA - Hongrie       | 0-0   | Match amical                              |
| 7 septembre 1983  | Budapest       | Hongrie - RFA       | 1-1   | Match amical                              |
| 29 janvier 1985   | Hambourg       | RFA - Hongrie       | 0-1   | Match amical                              |
| 18 novembre 1987  | Budapest       | Hongrie - RFA       | 0-0   | Match amical                              |
| 12 octobre 1994   | Budapest       | Hongrie - Allemagne | 0-0   | Match amical                              |
| 15 août 2001      | Budapest       | Hongrie - Allemagne | 2-5   | Match amical                              |
| 6 juin 2004       | Kaiserslautern | Allemagne - Hongrie | 0-2   | Match amical                              |
| 29 mai 2010       | Budapest       | Hongrie - Allemagne | 0-3   | Match amical                              |
| 4 juin 2016       | Gelsenkirchen  | Allemagne - Hongrie | 2-0   | Match amical                              |
| 23 Juin 2021      | Munich         | Allemagne - Hongrie | 2-2   | Euro 2020                                 |
| 11 Juin 2022      | Budapest       | Hongrie - Allemagne | 1-1   | UEFA Nations League                       |
| 23 Septembre 2022 | Leipzig        | Allemagne - Hongrie | 0-1   | UEFA Nations League                       |
| 19 Juin 2024      | Stuttgart      | Allemagne - Hongrie | 2-0   | Euro 2024 (Groupe A)                      |

- Total de matchs disputés : 38
- Victoires de la Hongrie : 12
- Victoires de l'Allemagne (dont équipe de RFA) : 14
- Matchs nuls : 12
- Buts marqués par la Hongrie : 68
- Buts marqués par l'Allemagne (dont équipe de RFA) : 76

### Allemagne de l'Est
| Date              | Lieu            | Match         | Score | Compétition                                         |
| 1er mai 1959      | Dresde          | RDA - Hongrie | 0-1   | Match amical                                        |
| 16 avril 1961     | Budapest        | Hongrie - RDA | 2-0   | Éliminatoires Coupe du monde 1962                   |
| 10 septembre 1961 | Berlin          | RDA - Hongrie | 2-3   | Éliminatoires Coupe du monde 1962                   |
| 21 octobre 1963   | Berlin          | RDA - Hongrie | 1-2   | Huitièmes de finale Coupe d'Europe des nations 1964 |
| 3 novembre 1963   | Budapest        | RDA - Hongrie | 3-3   | Huitièmes de finale Coupe d'Europe des nations 1964 |
| 23 mai 1965       | Leipzig         | RDA - Hongrie | 1-1   | Éliminatoires Coupe du monde 1966                   |
| 9 octobre 1965    | Budapest        | Hongrie - RDA | 3-2   | Éliminatoires Coupe du monde 1966                   |
| 27 septembre 1967 | Budapest        | Hongrie – RDA | 3-1   | Éliminatoires du Championnat d'Europe 1968          |
| 29 octobre 1967   | Leipzig         | RDA - Hongrie | 1-0   | Éliminatoires du Championnat d'Europe 1968          |
| 16 mai 1973       | Karl-Marx-Stadt | RDA - Hongrie | 2-1   | Match amical                                        |
| 21 novembre 1973  | Budapest        | Hongrie - RDA | 0-1   | Match amical                                        |
| 22 septembre 1976 | Berlin          | RDA - Hongrie | 1-1   | Match amical                                        |
| 28 mars 1979      | Budapest        | Hongrie - RDA | 3-0   | Match amical                                        |
| 19 novembre 1980  | Halle           | RDA - Hongrie | 2-0   | Match amical                                        |
| 28 juillet 1987   | Leipzig         | RDA - Hongrie | 0-0   | Match amical                                        |

- Total de matchs disputés : 15
- Victoires de l'Équipe de Hongrie : 7
- Victoires de l'Équipe d'Allemagne de l'Est : 4
- Matchs nuls : 4
- Buts marqués par la Hongrie : 23
- Buts marqués par l'Allemagne de l'Est : 17

### Andorre
| Date             | Lieu               | Match             | Score | Compétition                             |
| 7 septembre 2012 | Andorre-la-Vieille | Andorre - Hongrie | 0 - 5 | Éliminatoires de la Coupe du monde 2014 |
| 15 octobre 2013  | Budapest           | Hongrie - Andorre | 2 - 0 | Éliminatoires de la Coupe du monde 2014 |

- Total de matchs disputés : 2
- Victoire de l'Andorre : 0
- Victoires de la Hongrie : 2
- Match nul : 0
- Buts marqués par l'Andorre : 0
- Buts marqués par la Hongrie : 7

### Angleterre
| Date              | Lieu          | Match                | Score | Compétition                                |
| 10 juin 1908      | Budapest      | Hongrie - Angleterre | 0-7   | Match amical                               |
| 29 mai 1909       | Budapest      | Hongrie - Angleterre | 2-4   | Match amical                               |
| 31 mai 1909       | Budapest      | Hongrie - Angleterre | 2-8   | Match amical                               |
| 10 mai 1934       | Budapest      | Hongrie - Angleterre | 2-1   | Match amical                               |
| 2 décembre 1936   | Londres       | Angleterre - Hongrie | 6-2   | Match amical                               |
| 25 novembre 1953  | Londres       | Angleterre - Hongrie | 3-6   | Match amical                               |
| 23 mai 1954       | Budapest      | Hongrie - Angleterre | 7-1   | Match amical                               |
| 22 mai 1960       | Budapest      | Hongrie - Angleterre | 2-0   | Match amical                               |
| 31 mai 1962       | Rancagua      | Hongrie - Angleterre | 2-1   | Coupe du monde 1962 (Premier tour)         |
| 5 mai 1965        | Londres       | Angleterre - Hongrie | 1-0   | Match amical                               |
| 24 mai 1978       | Londres       | Angleterre - Hongrie | 4-1   | Match amical                               |
| 6 juin 1981       | Budapest      | Hongrie - Angleterre | 1-3   | Éliminatoires Coupe du monde 1982          |
| 18 novembre 1981  | Londres       | Angleterre - Hongrie | 1-0   | Éliminatoires Coupe du monde 1982          |
| 27 avril 1983     | Londres       | Angleterre - Hongrie | 2-0   | Éliminatoires du Championnat d'Europe 1984 |
| 12 octobre 1983   | Budapest      | Hongrie - Angleterre | 0-3   | Éliminatoires du Championnat d'Europe 1984 |
| 27 avril 1988     | Budapest      | Hongrie - Angleterre | 0-0   | Match amical                               |
| 12 septembre 1990 | Londres       | Angleterre - Hongrie | 1-0   | Match amical                               |
| 12 mai 1992       | Budapest      | Hongrie - Angleterre | 0-1   | Match amical                               |
| 18 mai 1996       | Londres       | Angleterre - Hongrie | 3-0   | Match amical                               |
| 28 avril 1999     | Budapest      | Hongrie - Angleterre | 1-1   | Match amical                               |
| 30 mai 2006       | Manchester    | Angleterre - Hongrie | 3-1   | Match amical                               |
| 11 août 2010      | Londres       | Angleterre - Hongrie | 2-1   | Match amical                               |
| 2 septembre 2021  | Budapest      | Hongrie - Angleterre | 0-4   | Qualifications pour la Coupe du monde 2022 |
| 12 octobre 2021   | Londres       | Angleterre - Hongrie | 1-1   | Qualifications pour la Coupe du monde 2022 |
| 4 juin 2022       | Budapest      | Hongrie - Angleterre | 1-0   | Ligue des Nations 2022-2023 (Ligue A)      |
| 14 juin 2022      | Wolverhampton | Angleterre - Hongrie | 0-4   | Ligue des Nations 2022-2023 (Ligue A)      |

Bilan
- Total de matchs disputés : 26
- Victoires de l'Angleterre : 16
- Victoires de la Hongrie : 7
- Matchs nuls : 3
- Buts marqués par l'Angleterre : 61
- Buts marqués par la Hongrie : 36

### Antigua-et-Barbuda
| Date             | Lieu            | Match                        | Score | Compétition  |
| 18 décembre 2005 | Fort Lauderdale | Hongrie - Antigua-et-Barbuda | 3-0   | Match amical |

Bilan
- Total de matchs disputés : 1
- Victoires de Antigua-et-Barbuda : 0
- Victoires de la Hongrie : 1
- Match nul : 0
- Buts marqués par Antigua-et-Barbuda : 0
- Buts marqués par la Hongrie : 3

### Arabie saoudite[1]
| Date           | Lieu     | Match                     | Score | Compétition  |
| 31 mai 2000    | Győr     | Hongrie - Arabie saoudite | 2-2   | Match amical |
| 2 février 2005 | Istanbul | Arabie saoudite - Hongrie | 0-0   | Match amical |

Bilan
- Total de matchs disputés : 2
- Victoires de l'Arabie Saoudite : 0
- Victoires de la Hongrie : 0
- Matchs nuls : 2
- Buts marqués par l'Arabie Saoudite : 2
- Buts marqués par la Hongrie : 2

### Argentine
| Date            | Lieu         | Match               | Score | Compétition                        |
| 6 juin 1962     | Rancagua     | Argentine - Hongrie | 0-0   | Coupe du monde 1962 (Premier tour) |
| 27 mars 1976    | Budapest     | Hongrie - Argentine | 2-0   | Match amical                       |
| 27 février 1977 | Buenos Aires | Argentine - Hongrie | 5-1   | Match amical                       |
| 2 juin 1978     | Buenos Aires | Argentine - Hongrie | 2-1   | Coupe du monde 1978 (Premier tour) |
| 18 juin 1982    | Alicante     | Argentine - Hongrie | 4-1   | Coupe du monde 1982 (Premier tour) |
| 19 février 1991 | Rosario      | Argentine - Hongrie | 2-0   | Match amical                       |
| 17 août 2005    | Budapest     | Hongrie - Argentine | 1-2   | Match amical                       |

Bilan
- Total de matchs disputés : 7
- Victoires de l'Argentine : 5
- Victoire de l'Hongrie : 1
- Match nul : 1
- Buts marqués par l'Argentine : 15
- Buts marqués par la Hongrie : 6

### Arménie
| Date            | Lieu   | Match             | Score | Compétition                |
| 18 février 2004 | Paphos | Hongrie - Arménie | 2-0   | Tournoi de Chypre (amical) |

Bilan
- Total de matchs disputés : 1
- Victoires de l'Arménie : 0
- Victoire de l'Hongrie : 1
- Match nul : 0
- Buts marqués par l'Arménie : 0
- Buts marqués par la Hongrie : 2

### Australie
| Date            | Lieu     | Match               | Score | Compétition  |
| 2 avril 1997    | Budapest | Hongrie - Australie | 1-3   | Match amical |
| 23 février 2000 | Budapest | Hongrie - Australie | 0-3   | Match amical |

Bilan
- Total de matchs disputés : 2
- Victoires de l'Australie : 2
- Victoires de l'Hongrie : 0
- Match nul : 0
- Buts marqués par l'Australie : 6
- Buts marqués par la Hongrie : 1

### Autriche
L'appartenance des deux nations à la double monarchie d'Autriche-Hongrie, au moment de la création des deux sélections, explique les liens très étroits qui existent entre elles. La rencontre face à l'Autriche disputée en 1902 est la première pour les deux équipes et les années suivantes vont voir une multiplication des rencontres, majoritairement amicales. Avec plus de 130 rencontres, Hongrie-Autriche est la seconde opposition mondiale en termes de matchs, derrière Uruguay-Argentine. Le plus gros match à enjeu entre les deux équipes a eu lieu en 1934, lors du quart de finale de la Coupe du monde, remporté par les Autrichiens. Si les rencontres étaient nombreuses avant la Seconde Guerre mondiale (82 entre 1902 et 1937), elles deviennent beaucoup moins fréquentes au fur et à mesure des années puisqu'il n'y en a eu par exemple que huit depuis 1990. La dernière rencontre officielle date de juin 2016, lorsque les deux équipes sont engagées dans le groupe F de l'Euro 2016, où la Hongrie décroche sa qualification en terminant en tête de la poule et l'Autriche, dernière, est éliminée.

### Azerbaïdjan
| Date              | Lieu     | Match                 | Score | Compétition                                |
| 10 novembre 1996  | Bakou    | Azerbaïdjan - Hongrie | 0-3   | Qualifications pour la Coupe du monde 1998 |
| 10 septembre 1997 | Budapest | Hongrie - Azerbaïdjan | 3-1   | Qualifications pour la Coupe du monde 1998 |
| 10 octobre 1998   | Bakou    | Azerbaïdjan - Hongrie | 0-4   | Qualifications pour l'Euro 2000            |
| 8 septembre 1999  | Budapest | Hongrie - Azerbaïdjan | 3-0   | Qualifications pour l'Euro 2000            |
| 9 février 2011    | Dubaï    | Hongrie - Azerbaïdjan | 2-0   | Amical                                     |

- Total de matchs disputés : 5
- Victoires de l'équipe de Hongrie : 5
- Victoire de l'équipe d'Azerbaïdjan : 0
- Match nul : 0

## B

### Belgique

#### Confrontations
Confrontations entre la Belgique et la Hongrie en matchs officiels :
| Date             | Lieu           | Match              | Score | Compétition                        |
| ---------------- | -------------- | ------------------ | ----- | ---------------------------------- |
| 21 mai 1925      | Budapest       | Hongrie - Belgique | 1-3   | Match amical                       |
| 14 février 1926  | Bruxelles      | Belgique - Hongrie | 0-2   | Match amical                       |
| 3 juin 1956      | Bruxelles      | Belgique - Hongrie | 5-4   | Match amical                       |
| 23 novembre 1958 | Budapest       | Hongrie - Belgique | 3-1   | Match amical                       |
| 30 octobre 1960  | Bruxelles      | Belgique - Hongrie | 2-1   | Match amical                       |
| 17 juin 1972     | Liège          | Belgique - Hongrie | 2-1   | Euro 1972 (Match pour la 3e place) |
| 22 juin 1982     | Elche          | Belgique - Hongrie | 1-1   | Coupe du monde 1982 (1er tour)     |
| 6 juin 1984      | Bruxelles      | Belgique - Hongrie | 2-2   | Match amical                       |
| 26 mars 1988     | Bruxelles      | Belgique - Hongrie | 3-0   | Match amical                       |
| 9 octobre 1991   | Székesfehérvár | Hongrie - Belgique | 0-2   | Match amical                       |
| 8 juin 1994      | Bruxelles      | Belgique - Hongrie | 3-1   | Match amical                       |
| 14 novembre 2009 | Gand           | Belgique - Hongrie | 3-0   | Match amical                       |
| 26 juin 2016     | Toulouse       | Hongrie - Belgique | 0-4   | Euro 2016 (1/8 de finale)          |

#### Bilan complet
- Total de matchs disputés : 13
- Victoires de la Belgique : 9 (69 %)
- Victoires de la Hongrie : 2 (15 %)
- matchs nuls : 2 (15 %)
- Buts marqués par la Belgique : 31
- Buts marqués par la Hongrie : 16

### Biélorussie
| Date           | Lieu     | Match                 | Score | Compétition |
| 17 avril 2002  | Debrecen | Hongrie - Biélorussie | 2-5   | Amical      |
| 6 février 2013 | Belek    | Biélorussie - Hongrie | 1-1   | Amical      |

### Bohême et Moravie
| Date           | Lieu     | Match                       | Score | Compétition |
| 5 avril 1903   | Budapest | Hongrie - Bohême et Moravie | 2-1   | Amical      |
| 1er avril 1906 | Budapest | Hongrie - Bohême et Moravie | 1-1   | Amical      |
| 7 octobre 1906 | Prague   | Bohême et Moravie - Hongrie | 4-4   | Amical      |
| 7 avril 1907   | Budapest | Hongrie - Bohême et Moravie | 5-2   | Amical      |
| 6 octobre 1907 | Prague   | Bohême et Moravie - Hongrie | 5-3   | Amical      |
| 5 avril 1908   | Budapest | Hongrie - Bohême et Moravie | 5-2   | Amical      |

- Total de matchs disputés : 6
- Victoire de l'équipe de Bohême et Moravie : 1
- Victoires de l'équipe de Hongrie : 3
- Matchs nuls : 2

### Bolivie
| Date             | Lieu     | Match             | Score | Compétition                                |
| 29 octobre 1977  | Budapest | Hongrie - Bolivie | 6-0   | Qualifications pour la Coupe du monde 1978 |
| 30 novembre 1977 | La Paz   | Bolivie - Hongrie | 2-3   | Qualifications pour la Coupe du monde 1978 |

### Bosnie-Herzégovine
| Date             | Lieu           | Match                        | Score | Compétition                     |
| 10 mars 1999     | Budapest       | Hongrie - Liechtenstein      | 1-1   | Amical                          |
| 28 février 2001  | Zenica         | Bosnie-Herzégovine - Hongrie | 1-1   | Amical                          |
| 6 septembre 2006 | Zenica         | Bosnie-Herzégovine - Hongrie | 1-3   | Qualifications pour l'Euro 2008 |
| 8 septembre 2007 | Székesfehérvár | Hongrie - Bosnie-Herzégovine | 1-0   | Qualifications pour l'Euro 2008 |

- Total de matchs disputés : 4
- Victoires de l'équipe de Hongrie : 2
- Victoire de l'équipe de Bosnie-Herzégovine : 0
- Matchs nuls : 2

### Brésil
| Date            | Lieu           | Match            | Score | Compétition                           |
| 27 juin 1954    | Berne          | Brésil - Hongrie | 2-4   | Coupe du monde 1954 (Quart de finale) |
| 15 juillet 1966 | Liverpool      | Hongrie - Brésil | 3-1   | Coupe du monde 1966 (Premier tour)    |
| 21 juillet 1971 | Rio de Janeiro | Brésil - Hongrie | 0-0   | Amical                                |
| 16 mars 1986    | Budapest       | Hongrie - Brésil | 3-0   | Amical                                |
| 28 avril 2004   | Budapest       | Hongrie - Brésil | 1-4   | Amical                                |

- Total de matchs disputés : 5
- Victoire de l'équipe du Brésil : 1
- Victoires de l'équipe de Hongrie : 3
- Match nul : 1

### Bulgarie
| Date              | Lieu         | Match              | Score | Compétition                                |
| 25 mars 1934      | Sofia        | Bulgarie - Hongrie | 1-4   | Qualifications pour la Coupe du monde 1934 |
| 29 avril 1934     | Budapest     | Hongrie - Bulgarie | 4-1   | Qualifications pour la Coupe du monde 1934 |
| 6 juin 1943       | Sofia        | Bulgarie - Hongrie | 2-4   | Amical                                     |
| 17 août 1942      | Budapest     | Hongrie - Bulgarie | 9-0   | Coupe des Balkans                          |
| 7 novembre 1948   | Sofia        | Bulgarie - Hongrie | 1-0   | Coupe des Balkans                          |
| 30 octobre 1949   | Budapest     | Hongrie - Bulgarie | 5-0   | Amical                                     |
| 12 novembre 1950  | Sofia        | Bulgarie - Hongrie | 1-1   | Amical                                     |
| 4 octobre 1953    | Sofia        | Bulgarie - Hongrie | 1-1   | Amical                                     |
| 23 juin 1957      | Budapest     | Hongrie – Bulgarie | 4-1   | Qualifications pour la Coupe du monde 1958 |
| 15 septembre 1957 | Sofia        | Bulgarie - Hongrie | 1-2   | Qualifications pour la Coupe du monde 1958 |
| 3 juin 1962       | Rancagua     | Hongrie - Bulgarie | 6-1   | Coupe du monde 1962 (Premier tour)         |
| 20 juillet 1966   | Manchester   | Hongrie - Bulgarie | 3-1   | Coupe du monde 1966 (Premier tour)         |
| 19 mai 1971       | Sofia        | Bulgarie - Hongrie | 3-0   | Qualifications pour l’Euro 1972            |
| 25 septembre 1971 | Budapest     | Hongrie - Bulgarie | 2-0   | Qualifications pour l’Euro 1972            |
| 31 mars 1974      | Zalaegerszeg | Hongrie - Bulgarie | 3-1   | Amical                                     |
| 10 novembre 1974  | Varna        | Bulgarie - Hongrie | 0-0   | Amical                                     |
| 30 mars 2005      | Budapest     | Hongrie - Bulgarie | 1-1   | Qualifications pour la Coupe du monde 2006 |
| 8 octobre 2005    | Sofia        | Bulgarie - Hongrie | 2-0   | Qualifications pour la Coupe du monde 2006 |
| 29 février 2012   | Győr         | Hongrie - Bulgarie | 1-1   | Amical                                     |

- Total de matchs disputés : 19
- Victoires de l'équipe de Hongrie : 11
- Victoires de l'équipe de Bulgarie : 3
- Matchs nuls : 5

## C

### Canada
| Date             | Lieu           | Match            | Score | Compétition                        |
| 6 juin 1986      | Irapuato       | Hongrie - Canada | 2-0   | Coupe du monde 1986 (Premier tour) |
| 15 novembre 2006 | Székesfehérvár | Hongrie - Canada | 1-0   | Amical                             |

### Chili
| Date             | Lieu     | Match           | Score | Compétition |
| 9 décembre 1961  | Santiago | Chili - Hongrie | 5-1   | Amical      |
| 30 novembre 1977 | Santiago | Chili - Hongrie | 0-0   | Amical      |

### Chine
| Date          | Lieu    | Match           | Score | Compétition |
| 1er juin 2004 | Tianjin | Chine - Hongrie | 2-1   | amical      |

### Chypre
| Date             | Lieu     | Match            | Score | Compétition                                |
| 17 novembre 1984 | Limassol | Chypre - Hongrie | 1-2   | Qualifications pour la Coupe du monde 1986 |
| 3 avril 1985     | Budapest | Hongrie - Chypre | 2-0   | Qualifications pour la Coupe du monde 1986 |
| 8 février 1987   | Nicosie  | Chypre - Hongrie | 0-1   | Qualifications pour l'Euro 1988            |
| 2 décembre 1987  | Budapest | Hongrie - Chypre | 1-0   | Qualifications pour l'Euro 1988            |
| 31 octobre 1990  | Budapest | Hongrie - Chypre | 4-2   | Qualifications pour l'Euro 1992            |
| 3 avril 1991     | Limassol | Chypre - Hongrie | 0-2   | Qualifications pour l'Euro 1992            |
| 6 février 2007   | Limassol | Chypre - Hongrie | 2-1   | Amical                                     |

Bilan
- Total de matchs disputés : 7
- Victoire de l'équipe de Chypre : 1
- Victoires de l'équipe de Hongrie : 6
- Match nul : 0

### Colombie
| Date        | Lieu     | Match              | Score | Compétition  |
| 2 juin 1990 | Budapest | Hongrie - Colombie | 3-1   | Match amical |

### Corée du Sud
| Date            | Lieu   | Match                  | Score | Compétition                        |
| 17 juin 1954    | Zurich | Hongrie - Corée du Sud | 9-0   | Coupe du monde 1954 (Premier tour) |
| 8 décembre 1985 | Mexico | Hongrie - Corée du Sud | 1-0   | Amical                             |

### Côte d'Ivoire
| Date        | Lieu     | Match                   | Score | Compétition |
| 20 mai 2016 | Budapest | Hongrie - Côte d'Ivoire | 0-0   | Amical      |

### Croatie
| Date             | Lieu     | Match             | Score | Compétition                                |
| 2 mai 1940       | Budapest | Hongrie - Croatie | 1-0   | Amical                                     |
| 8 décembre 1940  | Zagreb   | Croatie - Hongrie | 1-1   | Amical                                     |
| 14 juin 1942     | Budapest | Hongrie - Croatie | 1-1   | Amical                                     |
| 18 mai 1994      | Győr     | Hongrie - Croatie | 2-2   | Amical                                     |
| 10 avril 1996    | Osijek   | Croatie - Hongrie | 4-1   | Amical                                     |
| 8 mai 2002       | Pécs     | Hongrie - Croatie | 0-2   | Amical                                     |
| 4 septembre 2004 | Zagreb   | Croatie - Hongrie | 3-0   | Qualifications pour la Coupe du monde 2006 |
| 12 octobre 2005  | Budapest | Hongrie - Croatie | 0-0   | Qualifications pour la Coupe du monde 2006 |
| 31 mai 2008      | Budapest | Hongrie - Croatie | 1-1   | Amical                                     |
| 26 mars 2016     | Budapest | Hongrie - Croatie | 1-1   | Amical                                     |

- Total de matchs disputés : 10
- Victoires de l'équipe de Croatie : 3
- Victoires de l'équipe de Hongrie : 1
- Matchs nuls : 6

## D

### Danemark
| Date              | Lieu       | Match              | Score  | Compétition                                |
| 15 mai 1955       | Copenhague | Danemark - Hongrie | 0-6    | Amical                                     |
| 27 juillet 1960   | Copenhague | Danemark - Hongrie | 1-0    | Amical                                     |
| 19 mai 1963       | Budapest   | Hongrie - Danemark | 6-0    | Amical                                     |
| 20 juin 1964      | Barcelone  | Hongrie - Danemark | 3-1 ap | Euro 1964 (Match pour la 3e place)         |
| 21 septembre 1966 | Budapest   | Hongrie - Danemark | 6-0    | Qualifications pour l'Euro 1968            |
| 24 mai 1967       | Copenhague | Danemark - Hongrie | 0-2    | Qualifications pour l’Euro 1968            |
| 15 juin 1969      | Copenhague | Danemark - Hongrie | 3-2    | Qualifications pour la Coupe du monde 1970 |
| 22 octobre 1969   | Budapest   | Hongrie – Danemark | 3-0    | Qualifications pour la Coupe du monde 1970 |
| 13 octobre 1973   | Copenhague | Danemark - Hongrie | 2-2    | Amical                                     |
| 1er juin 1983     | Copenhague | Danemark - Hongrie | 3-1    | Qualifications pour l’Euro 1984            |
| 26 octobre 1983   | Budapest   | Hongrie - Danemark | 1-0    | Qualifications pour l’Euro 1984            |
| 10 mai 1988       | Budapest   | Hongrie - Danemark | 2-2    | Amical                                     |
| 20 avril 1994     | Copenhague | Danemark - Hongrie | 3-1    | Amical                                     |
| 6 septembre 2008  | Budapest   | Hongrie - Danemark | 0-0    | Qualifications pour la Coupe du monde 2010 |
| 14 octobre 2009   | Copenhague | Danemark - Hongrie | 0-1    | Qualifications pour la Coupe du monde 2010 |
| 22 mai 2014       | Debrecen   | Hongrie - Danemark | 2-2    | Amical                                     |

- Total de matchs disputés : 16
- Victoires de l'équipe de Hongrie : 8
- Victoires de l'Équipe du Danemark : 4
- Matchs nuls : 4

## E

### Écosse
| Date             | Lieu      | Match            | Score | Compétition          |
| 7 décembre 1938  | Glasgow   | Écosse - Hongrie | 3-1   | Amical               |
| 8 décembre 1954  | Glasgow   | Écosse - Hongrie | 2-4   | Amical               |
| 29 mai 1955      | Budapest  | Hongrie - Écosse | 3-1   | Amical               |
| 7 mai 1958       | Glasgow   | Écosse - Hongrie | 1-1   | Amical               |
| 5 juin 1960      | Budapest  | Hongrie - Écosse | 3-3   | Amical               |
| 31 mai 1980      | Budapest  | Hongrie - Écosse | 3-1   | Amical               |
| 9 septembre 1987 | Glasgow   | Écosse - Hongrie | 2-0   | Amical               |
| 18 août 2004     | Glasgow   | Écosse - Hongrie | 0-3   | Amical               |
| 23 Juin 2024     | Stuttgart | Écosse - Hongrie | 0-1   | Euro 2024 (Groupe A) |

- Total de matchs disputés : 9
- Victoires de l'équipe d'Écosse : 2
- Victoires de l'équipe de Hongrie : 5
- Matchs nuls : 2

### Égypte
| Date            | Lieu       | Match            | Score | Compétition                      |
| 29 mai 1924     | Saint-Ouen | Hongrie - Égypte | 0-3   | Jeux olympiques (1/8 finale)     |
| 19 février 1932 | Le Caire   | Égypte - Hongrie | 0-0   | Amical                           |
| 27 mai 1934     | Naples     | Hongrie - Égypte | 4-2   | Coupe du monde 1934 (1/8 finale) |
| 12 février 1954 | Le Caire   | Égypte - Hongrie | 0-3   | Amical                           |
| 17 février 1961 | Le Caire   | Égypte - Hongrie | 0-2   | Amical                           |
| 21 janvier 1983 | Le Caire   | Égypte - Hongrie | 1-0   | Amical                           |

- Total de matchs disputés : 6
- Victoires de l'équipe d'Égypte : 1
- Victoires de l'équipe de Hongrie : 4
- Match nul : 1

### Émirats arabes unis
| Date         | Lieu   | Match                         | Score | Compétition |
| 28 mai 1990  | Nîmes  | Hongrie - Émirats arabes unis | 3-0   | Amical      |
| 14 août 1996 | Siófok | Hongrie - Émirats arabes unis | 3-1   | Amical      |

### Espagne
| Date              | Lieu      | Match             | Score  | Compétition                                |
| 4 octobre 1925    | Budapest  | Hongrie - Espagne | 0-1    | Amical                                     |
| 19 décembre 1926  | Vigo      | Espagne - Hongrie | 4-2    | Amical                                     |
| 17 juin 1964      | Madrid    | Espagne - Hongrie | 2-1 ap | Euro 1964 (Demi-finale)                    |
| 12 janvier 1972   | Madrid    | Espagne - Hongrie | 1-0    | Amical                                     |
| 27 mars 1977      | Alicante  | Espagne - Hongrie | 1-1    | Amical                                     |
| 24 septembre 1980 | Budapest  | Hongrie - Espagne | 2-2    | Amical                                     |
| 15 avril 1981     | Valence   | Espagne - Hongrie | 0-3    | Amical                                     |
| 18 janvier 1984   | Cadix     | Espagne - Hongrie | 0-1    | Amical                                     |
| 31 mai 1984       | Budapest  | Hongrie - Espagne | 1-1    | Amical                                     |
| 11 octobre 1989   | Budapest  | Hongrie - Espagne | 2-2    | Qualifications pour la Coupe du monde 1990 |
| 15 novembre 1989  | Séville   | Espagne - Hongrie | 4-0    | Qualifications pour la Coupe du monde 1990 |
| 27 mars 1991      | Santander | Espagne - Hongrie | 2-4    | Amical                                     |
| 21 août 2002      | Budapest  | Hongrie - Espagne | 1-1    | Amical                                     |

- Total de matchs disputés : 13
- Victoires de l'équipe d'Espagne : 5
- Victoires de l'équipe de Hongrie : 3
- Matchs nuls : 5

### Estonie
| Date              | Lieu     | Match             | Score | Compétition                                |
| 10 août 1934      | Tallinn  | Estonie - Hongrie | 2-2   | Amical                                     |
| 22 juin 1932      | Tallinn  | Estonie - Hongrie | 2-3   | Amical                                     |
| 19 novembre 2003  | Budapest | Hongrie - Estonie | 0-1   | Amical                                     |
| 1er décembre 2004 | Bangkok  | Hongrie - Estonie | 5-0   | King's Cup 2004 (Amical)                   |
| 12 octobre 2012   | Tallinn  | Estonie - Hongrie | 0-1   | Qualifications pour la Coupe du monde 2014 |
| 10 septembre 2013 | Budapest | Hongrie - Estonie | 5-1   | Qualifications pour la Coupe du monde 2014 |

- Total de matchs disputés : 6
- Victoires de l'équipe d'Estonie : 1
- Victoires de l'équipe de Hongrie : 4
- Match nul : 1

### États-Unis
| Date            | Lieu     | Match                | Score | Compétition               |
| 26 octobre 1979 | Budapest | Hongrie - États-Unis | 0-2   | Amical                    |
| 20 mars 1990    | Budapest | Hongrie - États-Unis | 2-0   | Amical                    |
| 10 mars 1993    | Nagoya   | Hongrie - États-Unis | 0-0   | Coupe Kirin 1993 (amical) |

- Total de matchs disputés : 3
- Victoires de l'équipe de Hongrie : 1
- Victoires de l'équipe des États-Unis : 1
- Matchs nuls : 1
- Buts marqués par l'équipe de Hongrie : 2
- Buts marqués par l'équipe des États-Unis : 2

## F

### Îles Féroé
| Date             | Lieu     | Match                | Score | Compétition                                |
| 14 octobre 2014  | Torshavn | Îles Féroé - Hongrie | 0-1   | Éliminatoires de l'Euro 2016               |
| 8 octobre 2015   | Budapest | Hongrie - Îles Féroé | 2-1   | Éliminatoires de l'Euro 2016               |
| 6 septembre 2016 | Torshavn | Îles Féroé - Hongrie | 0-0   | Qualifications pour la Coupe du monde 2018 |
| 10 octobre 2017  | Budapest | Hongrie - Îles Féroé | 1-0   | Qualifications pour la Coupe du monde 2018 |

### Finlande
| Date               | Lieu     | Match              | Score | Compétition                                |
| 13 juillet 1922    | Helsinki | Finlande - Hongrie | 1-5   | Amical                                     |
| 19 août 1923       | Budapest | Hongrie - Finlande | 3-1   | Amical                                     |
| 9 août 1934        | Tallinn  | Hongrie - Finlande | 3-4   | Tournoi Turan (amical)                     |
| 15 septembre 1943  | Helsinki | Finlande - Hongrie | 0-3   | Amical                                     |
| 18 novembre 1951   | Budapest | Hongrie - Finlande | 8-0   | Amical                                     |
| 22 juin 1952       | Helsinki | Finlande - Hongrie | 1-6   | Amical                                     |
| 19 mai 1955        | Helsinki | Finlande - Hongrie | 1-9   | Amical                                     |
| 20 septembre 1978  | Helsinki | Finlande - Hongrie | 2-1   | Qualifications pour l’Euro 1980            |
| 17 octobre 1979    | Debrecen | Hongrie – Finlande | 3-1   | Qualifications pour l’Euro 1980            |
| 1er septembre 1996 | Budapest | Hongrie - Finlande | 1-0   | Qualifications pour la Coupe du monde 1998 |
| 11 octobre 1997    | Helsinki | Finlande - Hongrie | 1-1   | Qualifications pour la Coupe du monde 1998 |
| 25 avril 2001      | Budapest | Hongrie - Finlande | 0-0   | Amical                                     |
| 12 octobre 2010    | Helsinki | Finlande - Hongrie | 1-2   | Qualifications pour l’Euro 2012            |
| 11 octobre 2011    | Budapest | Hongrie - Finlande | 0-0   | Qualifications pour l’Euro 2012            |
| 5 mars 2014        | Győr     | Hongrie - Finlande | 1-2   | Amical                                     |
| 14 novembre 2014   | Budapest | Hongrie - Finlande | 1-0   | Qualifications pour l’Euro 2016            |
| 13 juin 2015       | Helsinki | Finlande - Hongrie | 0-1   | Qualifications pour l’Euro 2016            |

- Total de matchs disputés : 17
- Victoires de l'équipe de Hongrie : 11
- Victoires de l'Équipe de Finlande : 3
- Matchs nuls : 3

### France
| Date              | Lieu           | Match            | Score | Compétition                        |
| 1er janvier 1911  | Maisons-Alfort | France - Hongrie | 0-3   | Amical                             |
| 31 mai 1914       | Budapest       | Hongrie - France | 5-1   | Amical                             |
| 4 juin 1924       | Le Havre       | France - Hongrie | 0-1   | Amical                             |
| 12 juin 1927      | Budapest       | Hongrie - France | 13-1  | Amical                             |
| 24 février 1929   | Colombes       | France - Hongrie | 3-0   | Amical                             |
| 19 mai 1935       | Colombes       | France - Hongrie | 2-0   | Amical                             |
| 16 mars 1939      | Paris          | France - Hongrie | 2-2   | Amical                             |
| 7 octobre 1956    | Colombes       | France - Hongrie | 1-2   | Amical                             |
| 6 octobre 1957    | Budapest       | Hongrie - France | 2-0   | Amical                             |
| 11 novembre 1962  | Colombes       | France - Hongrie | 2-3   | Amical                             |
| 25 avril 1964     | Colombes       | France - Hongrie | 1-3   | Qualifications pour l'Euro 1964    |
| 23 mai 1964       | Budapest       | Hongrie - France | 2-1   | Qualifications pour l'Euro 1964    |
| 28 septembre 1966 | Budapest       | Hongrie - France | 4-2   | Amical                             |
| 24 avril 1971     | Budapest       | Hongrie - France | 1-1   | Qualifications pour l'Euro 1972    |
| 9 octobre 1971    | Colombes       | France - Hongrie | 0-2   | Qualifications pour l'Euro 1972    |
| 26 mars 1975      | Paris          | France - Hongrie | 2-0   | Amical                             |
| 22 mai 1976       | Budapest       | Hongrie - France | 1-0   | Amical                             |
| 10 juin 1978      | Mar del Plata  | France - Hongrie | 3-1   | Coupe du monde 1978 (Premier tour) |
| 6 octobre 1982    | Paris          | France - Hongrie | 1-0   | Amical                             |
| 9 juin 1986       | León           | France - Hongrie | 3-0   | Coupe du monde 1986 (Premier tour) |
| 28 mars 1990      | Budapest       | Hongrie - France | 1-3   | Amical                             |
| 31 mai 2005       | Metz           | France - Hongrie | 2-1   | Amical                             |
| 19 juin 2021      | Budapest       | Hongrie - France | 1-1   | Euro 2020 (1er tour, groupe F)     |

- Total de matchs disputés : 22
- Victoires de l'équipe de France : 8
- Victoires de l'équipe de Hongrie : 12
- Matchs nuls : 2

## G

### Géorgie
| Date               | Lieu     | Match             | Score | Compétition |
| 6 juin 2001        | Budapest | Hongrie - Géorgie | 4-1   | Amical      |
| 1er septembre 2001 | Tbilissi | Géorgie - Hongrie | 3-1   | Amical      |

### Grèce
| Date             | Lieu          | Match           | Score | Compétition                                |
| 25 mars 1938     | Budapest      | Hongrie - Grèce | 11-1  | Qualifications pour la Coupe du monde 1938 |
| 9 octobre 1976   | Le Pirée      | Grèce - Hongrie | 1-1   | Qualifications pour la Coupe du monde 1978 |
| 28 mai 1977      | Budapest      | Hongrie - Grèce | 3-0   | Qualifications pour la Coupe du monde 1978 |
| 29 octobre 1978  | Thessalonique | Grèce - Hongrie | 4-1   | Qualifications pour l’Euro 1980            |
| 2 mai 1979       | Budapest      | Hongrie - Grèce | 0-0   | Qualifications pour l’Euro 1980            |
| 15 mai 1983      | Budapest      | Hongrie - Grèce | 2-3   | Qualifications pour l’Euro 1984            |
| 3 décembre 1983  | Thessalonique | Grèce - Hongrie | 2-2   | Qualifications pour l’Euro 1984            |
| 12 janvier 1986  | Athènes       | Grèce - Hongrie | 2-1   | Qualifications pour l’Euro 1988            |
| 14 octobre 1987  | Budapest      | Hongrie - Grèce | 3-0   | Qualifications pour l’Euro 1988            |
| 15 novembre 1988 | Le Pirée      | Grèce - Hongrie | 3-0   | Amical                                     |
| 25 octobre 1989  | Budapest      | Hongrie - Grèce | 1-1   | Amical                                     |
| 11 novembre 1992 | Thessalonique | Grèce - Hongrie | 0-0   | Qualifications pour la Coupe du monde 1994 |
| 31 mars 1993     | Budapest      | Hongrie - Grèce | 0-1   | Qualifications pour la Coupe du monde 1994 |
| 16 novembre 2005 | Le Pirée      | Grèce - Hongrie | 2-1   | Amical                                     |
| 2 juin 2007      | Heraklion     | Grèce - Hongrie | 2-0   | Qualifications pour l’Euro 2008            |
| 21 novembre 2007 | Budapest      | Hongrie - Grèce | 1-2   | Qualifications pour l’Euro 2008            |
| 24 mai 2008      | Budapest      | Hongrie - Grèce | 3-2   | Amical                                     |
| 29 mars 2015     | Budapest      | Hongrie - Grèce | 0-0   | Qualifications pour l’Euro 2016            |
| 11 octobre 2015  | Le Pirée      | Grèce - Hongrie | 4-3   | Qualifications pour l’Euro 2016            |

- Total de matchs disputés : 19
- Victoires de l'équipe de Hongrie : 4
- Victoires de l'équipe de Grèce : 9
- Matchs nuls : 6

## I

### Indes orientales néerlandaises
| Date        | Lieu  | Match                                    | Score | Compétition                      |
| 5 juin 1938 | Reims | Hongrie - Indes orientales néerlandaises | 6 - 0 | Coupe du monde 1938 (1/8 finale) |

### Iran
| Date          | Lieu    | Match          | Score | Compétition |
| 10 août 1975  | Téhéran | Iran - Hongrie | 1-2   | Amical      |
| 15 mars 1977  | Téhéran | Iran - Hongrie | 0-2   | Amical      |
| 20 avril 1998 | Téhéran | Iran - Hongrie | 0-2   | Amical      |

- Total de matchs disputés : 3
- Victoires de l'équipe de Hongrie : 3
- Victoire de l'équipe d'Iran : 0
- Match nul : 0

### Irlande
| Date              | Lieu     | Match             | Score | Compétition                                |
| 15 décembre 1934  | Dublin   | Irlande - Hongrie | 2-4   | Amical                                     |
| 3 mai 1936        | Budapest | Hongrie - Irlande | 3-3   | Amical                                     |
| 6 décembre 1936   | Dublin   | Irlande - Hongrie | 2-3   | Amical                                     |
| 19 mars 1939      | Cork     | Irlande - Hongrie | 2-2   | Amical                                     |
| 18 mai 1939       | Budapest | Hongrie - Irlande | 2-2   | Amical                                     |
| 8 juin 1969       | Dublin   | Irlande - Hongrie | 1-2   | Qualifications pour la Coupe du monde 1970 |
| 5 novembre 1969   | Budapest | Hongrie - Irlande | 4-0   | Qualifications pour la Coupe du monde 1970 |
| 8 mars 1989       | Budapest | Hongrie - Irlande | 0-0   | Qualifications pour la Coupe du monde 1990 |
| 4 juin 1989       | Dublin   | Irlande - Hongrie | 2-0   | Qualifications pour la Coupe du monde 1990 |
| 11 septembre 1991 | Győr     | Hongrie - Irlande | 1-2   | Amical                                     |
| 29 mai 1993       | Dublin   | Irlande - Hongrie | 2-4   | Amical                                     |
| 4 juin 2012       | Budapest | Hongrie - Irlande | 0-0   | Amical                                     |

- Total de matchs disputés : 12
- Victoires de l'équipe d'Irlande : 2
- Victoires de l'équipe de Hongrie : 5
- Matchs nuls : 5

### Irlande du Nord[3]
| Date             | Lieu     | Match                     | Score | Compétition                                |
| 19 octobre 1988  | Budapest | Hongrie - Irlande du Nord | 1-0   | Qualifications pour la Coupe du monde 1990 |
| 6 septembre 1989 | Belfast  | Irlande du Nord - Hongrie | 1-2   | Qualifications pour la Coupe du monde 1990 |
| 26 avril 2000    | Belfast  | Irlande du Nord - Hongrie | 0-1   | Amical                                     |
| 19 novembre 2008 | Belfast  | Irlande du Nord - Hongrie | 0-2   | Amical                                     |
| 7 septembre 2014 | Budapest | Hongrie - Irlande du Nord | 1-2   | Qualifications pour l'Euro 2016            |
| 7 septembre 2015 | Belfast  | Irlande du Nord - Hongrie | 1-1   | Qualifications pour l'Euro 2016            |
| 29 mars 2022     | Belfast  | Irlande du Nord - Hongrie | 0-1   | Amical                                     |

- Total de matchs disputés : 7
- Victoires de l'équipe de Hongrie : 5
- Victoire de l'équipe d'Irlande du Nord : 1
- Match nul : 1

### Islande
Confrontations entre l'équipe d'Islande de football et l'équipe de Hongrie de football.
| Date              | Lieu      | Match             | Score | Compétition                                |
| 4 mai 1988        | Budapest  | Hongrie - Islande | 3-0   | Amical                                     |
| 21 septembre 1988 | Reykjavik | Islande - Hongrie | 0-3   | Amical                                     |
| 3 juin 1992       | Budapest  | Hongrie - Islande | 1-2   | Qualifications pour la Coupe du monde 1994 |
| 16 juin 1993      | Reykjavik | Islande - Hongrie | 2-0   | Qualifications pour la Coupe du monde 1994 |
| 11 juin 1995      | Reykjavik | Islande - Hongrie | 2-1   | Qualifications pour l'Euro 1996            |
| 11 novembre 1995  | Budapest  | Hongrie - Islande | 1-0   | Qualifications pour l'Euro 1996            |
| 7 septembre 2002  | Reykjavik | Islande - Hongrie | 0-2   | Amical                                     |
| 8 septembre 2004  | Budapest  | Hongrie - Islande | 3-2   | Qualifications pour la Coupe du monde 2006 |
| 4 juin 2005       | Reykjavik | Islande - Hongrie | 2-3   | Qualifications pour la Coupe du monde 2006 |
| 10 août 2011      | Budapest  | Hongrie - Islande | 4-0   | Amical                                     |
| 18 juin 2016      | Marseille | Hongrie - Islande | 1-1   | Euro 2016                                  |
| 12 novembre 2020  | Budapest  | Hongrie - Islande | 2-1   | Qualifications pour l'Euro 2020            |

- Total de matchs disputés : 12
- Islande Victoires de l'équipe d'Islande : 3
- Hongrie Victoires de l'équipe de Hongrie : 8
- Match nul : 1

### Israël
| Date              | Lieu     | Match            | Score | Compétition |
| 23 septembre 1992 | Budapest | Hongrie - Israël | 0-0   | Amical      |
| 16 août 1995      | Siófok   | Hongrie - Israël | 0-2   | Amical      |
| 3 juin 2000       | Budapest | Hongrie - Israël | 2-1   | Amical      |
| 11 février 2009   | Tel-Aviv | Israël - Hongrie | 1-0   | Amical      |
| 15 août 2012      | Budapest | Hongrie - Israël | 1-1   | Amical      |

- Total de matchs disputés : 5
- Victoire de l'équipe de Hongrie : 1
- Victoires de l'équipe d'Israël : 2
- Matchs nuls : 2

### Italie
| Date              | Lieu                    | Match            | Score | Compétition                                |
| 26 mai 1910       | Budapest                | Hongrie - Italie | 6-1   | Amical                                     |
| 6 janvier 1911    | Milan                   | Italie - Hongrie | 0-1   | Amical                                     |
| 4 mars 1923       | Gênes                   | Italie - Hongrie | 0-0   | Amical                                     |
| 6 avril 1924      | Budapest                | Hongrie - Italie | 7-1   | Amical                                     |
| 18 janvier 1925   | Milan                   | Italie - Hongrie | 1-2   | Amical                                     |
| 8 novembre 1925   | Budapest                | Hongrie - Italie | 1-1   | Amical                                     |
| 25 mars 1928      | Milan Italie            | Italie - Hongrie | 4-3   | Coupe internationale                       |
| 11 mai 1930       | Budapest Hongrie        | Hongrie - Italie | 0-5   | Coupe internationale                       |
| 13 décembre 1931  | Turin Italie            | Italie - Hongrie | 3-2   | Coupe internationale                       |
| 8 mai 1932        | Budapest Hongrie        | Hongrie - Italie | 1-1   | Coupe internationale                       |
| 27 novembre 1932  | Milan Italie            | Italie - Hongrie | 4-2   | Amical                                     |
| 22 octobre 1933   | Budapest Hongrie        | Hongrie - Italie | 0-1   | Coupe internationale                       |
| 9 décembre 1934   | Milan Italie            | Italie - Hongrie | 4-2   | Amical                                     |
| 24 novembre 1935  | Milan Italie            | Italie - Hongrie | 2-2   | Coupe internationale                       |
| 31 mai 1936       | Budapest Hongrie        | Hongrie - Italie | 1-2   | Amical                                     |
| 25 avril 1937     | Turin Italie            | Italie - Hongrie | 2-0   | Coupe internationale                       |
| 19 juin 1938      | Colombes France         | Italie - Hongrie | 4-2   | Coupe du monde 1938 (Finale)               |
| 8 juin 1939       | Budapest Hongrie        | Hongrie - Italie | 1-3   | Amical                                     |
| 1er décembre 1940 | Gênes Italie            | Italie - Hongrie | 1-1   | Amical                                     |
| 11 mai 1947       | Turin Italie            | Italie - Hongrie | 3-2   | Amical                                     |
| 12 juin 1949      | Budapest Hongrie        | Hongrie - Italie | 1-1   | Amical                                     |
| 21 juillet 1952   | Helsinki Finlande       | Hongrie - Italie | 3-0   | Jeux olympiques 1952 (1/8 finale)          |
| 17 mai 1953       | Rome Italie             | Italie - Hongrie | 0-3   | Coupe internationale                       |
| 27 novembre 1955  | Budapest Hongrie        | Hongrie - Italie | 2-0   | Coupe internationale                       |
| 29 novembre 1959  | Florence Italie         | Italie - Hongrie | 1-1   | Coupe internationale                       |
| 27 juin 1965      | Budapest Hongrie        | Hongrie - Italie | 2-1   | Amical                                     |
| 6 juin 1978       | Mar del Plata Argentine | Italie - Hongrie | 3-1   | Coupe du monde 1978 (Premier tour)         |
| 26 avril 1989     | Tarente Italie          | Italie - Hongrie | 4-0   | Amical                                     |
| 17 octobre 1990   | Budapest Hongrie        | Hongrie - Italie | 1-1   | Qualifications pour l’Euro 1992            |
| 1er mai 1991      | Salerne Italie          | Italie - Hongrie | 3-1   | Qualifications pour l’Euro 1992            |
| 1er juin 1996     | Budapest Hongrie        | Hongrie - Italie | 0-2   | Amical                                     |
| 3 septembre 2000  | Budapest Hongrie        | Hongrie - Italie | 2-2   | Qualifications pour la Coupe du monde 2002 |
| 6 octobre 2001    | Parme Italie            | Italie - Hongrie | 1-0   | Qualifications pour la Coupe du monde 2002 |
| 22 août 2007      | Budapest Hongrie        | Hongrie - Italie | 3-1   | Amical                                     |
| 7 juin 2022       | Cesena Italie           | Italie - Hongrie | 2-1   | Ligue des nations de l'UEFA 2022-2023      |

|-
|26 septembre 2022 || Budapest  Hongrie || Hongrie - Italie || 0-2 || Ligue A de la Ligue des nations de l'UEFA 2022-2023 (Groupe 3 - 6ème match)
|}
- Total de matchs disputés : 34
- Victoires de l'équipe de Hongrie : 9
- Victoires de l'équipe d'Italie : 18
- Matchs nuls : 9
- Buts marques par l’équipe de Hongrie : 59
- Buts marqués par l’équipe d’Italie : 67

## J

### Japon
| Date          | Lieu         | Match           | Score | Compétition                        |
| 7 mars 1993   | Fukuoka      | Japon - Hongrie | 0-1   | Coupe Kirin 1993 (finale) (amical) |
| 25 avril 2004 | Zalaegerszeg | Hongrie - Japon | 3-2   | Amical                             |

### Jordanie
| Date        | Lieu  | Match              | Score | Compétition |
| 7 mars 2001 | Amman | Jordanie - Hongrie | 1-1   | amical      |

## K

### Kazakhstan
| Date        | Lieu     | Match                | Score | Compétition |
| 7 juin 2014 | Budapest | Hongrie - Kazakhstan | 3-0   | amical      |

### Koweït
| Date        | Lieu | Match            | Score | Compétition |
| 6 juin 2013 | Győr | Hongrie - Koweït | 1-0   | amical      |

## L

### Lettonie
| Date              | Lieu     | Match              | Score | Compétition                     |
| 8 mars 1995       | Budapest | Hongrie - Lettonie | 3-1   | Amical                          |
| 7 juin 2003       | Budapest | Hongrie - Lettonie | 3-1   | Qualifications pour l'Euro 2004 |
| 10 septembre 2003 | Riga     | Lettonie - Hongrie | 3-1   | Qualifications pour l'Euro 2004 |
| 19 février 2004   | Limassol | Hongrie - Lettonie | 2-1   | Tournoi de Chypre (Amical)      |
| 7 février 2007    | Limassol | Hongrie - Lettonie | 2-0   | Tournoi de Chypre (Amical)      |

- Total de matchs disputés : 5
- Victoires de l'équipe de Hongrie : 4
- Victoire de l'équipe de Lettonie : 1
- Match nul : 0

### Liban
| Date            | Lieu     | Match           | Score | Compétition |
| 29 février 1956 | Beyrouth | Liban - Hongrie | 1-4   | amical      |

### Liechtenstein
| Date             | Lieu           | Match                   | Score | Compétition                     |
| 27 mars 1999     | Budapest       | Hongrie - Liechtenstein | 5-0   | Qualifications pour l'Euro 2000 |
| 4 septembre 1999 | Vaduz          | Liechtenstein - Hongrie | 0-0   | Qualifications pour l'Euro 2000 |
| 11 novembre 2011 | Székesfehérvár | Hongrie - Liechtenstein | 5-0   | Amical                          |

- Total de matchs disputés : 3
- Victoires de l'équipe de Hongrie : 2
- Victoire de l'équipe du Liechtenstein : 0
- Match nul : 1

### Lituanie
| Date             | Lieu           | Match              | Score | Compétition                                |
| 29 juin 1938     | Vilnius        | Lituanie - Hongrie | 0-3   | Amical                                     |
| 27 mai 1998      | Nyíregyháza    | Hongrie - Lituanie | 1-0   | Amical                                     |
| 11 juin 2000     | Kaunas         | Lituanie - Hongrie | 1-6   | Qualifications pour la Coupe du monde 2002 |
| 24 mars 2001     | Budapest       | Hongrie - Lituanie | 1-1   | Qualifications pour la Coupe du monde 2002 |
| 17 novembre 2010 | Székesfehérvár | Hongrie - Lituanie | 2-0   | Amical                                     |
| 5 juin 2015      | Debrecen       | Hongrie - Lituanie | 4-0   | Amical                                     |

- Total de matchs disputés : 6
- Victoires de l'équipe de Hongrie : 5
- Victoire de l'équipe de Lituanie : 0
- Match nul : 1

### Luxembourg
| Date             | Lieu        | Match                | Score | Compétition                                |
| 16 janvier 1938  | Luxembourg  | Luxembourg - Hongrie | 0-6   | Amical                                     |
| 30 octobre 1946  | Esch        | Luxembourg - Hongrie | 2-7   | Amical                                     |
| 13 octobre 1974  | Luxembourg  | Luxembourg - Hongrie | 2-4   | Qualifications pour l'Euro 1976            |
| 19 octobre 1975  | Szombathely | Hongrie - Luxembourg | 8-1   | Qualifications pour l'Euro 1976            |
| 27 mars 1983     | Luxembourg  | Luxembourg - Hongrie | 2-6   | Qualifications pour l'Euro 1984            |
| 17 avril 1983    | Budapest    | Hongrie - Luxembourg | 6-2   | Qualifications pour l'Euro 1984            |
| 9 septembre 1992 | Luxembourg  | Luxembourg - Hongrie | 0-3   | Qualifications pour la Coupe du monde 1994 |
| 27 octobre 1993  | Budapest    | Hongrie - Luxembourg | 1-0   | Qualifications pour la Coupe du monde 1994 |
| 30 avril 2003    | Budapest    | Hongrie - Luxembourg | 5-1   | Amical                                     |
| 3 juin 2011      | Luxembourg  | Luxembourg - Hongrie | 0-1   | Amical                                     |

- Total de matchs disputés : 10
- Victoires de l'équipe du Luxembourg : 0
- Victoires de l'équipe de Hongrie : 10
- Match nul : 0

## M

### Macédoine
| Date             | Lieu     | Match               | Score         | Compétition |
| 22 avril 1998    | Téhéran  | Hongrie - Macédoine | 1-1 (4-2 tab) | Amical      |
| 15 novembre 2000 | Skopje   | Macédoine - Hongrie | 1-0           | Amical      |
| 14 novembre 2001 | Budapest | Hongrie - Macédoine | 5-0           | Amical      |

- Total de matchs disputés : 3
- Victoire de l'équipe de Hongrie : 1
- Victoire de l'équipe de Macédoine : 1
- Match nul : 1

### Malte
| Date             | Lieu       | Match           | Score | Compétition                                |
| 14 novembre 1971 | Gzira      | Malte - Hongrie | 0-2   | Qualifications pour la Coupe du monde 1974 |
| 6 mai 1972       | Budapest   | Hongrie - Malte | 3-0   | Qualifications pour la Coupe du monde 1974 |
| 11 décembre 1988 | La Valette | Malte - Hongrie | 2-2   | Qualifications pour la Coupe du monde 1990 |
| 12 avril 1989    | Budapest   | Hongrie - Malte | 1-1   | Qualifications pour la Coupe du monde 1990 |
| 19 mars 1997     | La Valette | Malte - Hongrie | 1-4   | Amical                                     |
| 6 août 1997      | Siófok     | Hongrie - Malte | 3-0   | Amical                                     |
| 17 novembre 2004 | La Valette | Malte - Hongrie | 0-2   | Qualifications pour la Coupe du monde 2006 |
| 3 septembre 2005 | Budapest   | Hongrie - Malte | 4-0   | Qualifications pour la Coupe du monde 2006 |
| 11 octobre 2006  | La Valette | Malte - Hongrie | 2-1   | Qualifications pour l'Euro 2008            |
| 13 octobre 2007  | Budapest   | Hongrie - Malte | 2-0   | Qualifications pour l'Euro 2008            |
| 15 octobre 2008  | La Valette | Malte - Hongrie | 0-1   | Qualifications pour la Coupe du monde 2010 |
| 1er avril 2009   | Budapest   | Hongrie - Malte | 3-0   | Qualifications pour la Coupe du monde 2010 |

- Total de matchs disputés : 12
- Victoire de l'équipe de Malte : 1
- Victoires de l'équipe de Hongrie : 9
- Matchs nuls : 2

### Mexique
| Date             | Lieu      | Match             | Score | Compétition                        |
| 15 juin 1958     | Sandviken | Hongrie - Mexique | 4-0   | Coupe du monde 1958 (Premier tour) |
| 22 février 1977  | Mexico    | Mexique - Hongrie | 1-1   | Amical                             |
| 25 août 1984     | Budapest  | Hongrie - Mexique | 0-2   | Amical                             |
| 14 décembre 1985 | Toluca    | Mexique - Hongrie | 2-0   | Amical                             |
| 4 décembre 1991  | León      | Mexique - Hongrie | 3-0   | Amical                             |
| 14 décembre 1994 | Mexico    | Mexique - Hongrie | 5-1   | Amical                             |
| 14 décembre 2005 | Phoenix   | Mexique - Hongrie | 2-0   | Amical                             |

Bilan
- Total de matchs disputés : 7
- Victoires de l'équipe du Mexique : 5
- Victoire de l'équipe de Hongrie : 1
- Match nul : 1

### Moldavie
| Date             | Lieu     | Match              | Score | Compétition                     |
| 18 août 1999     | Budapest | Hongrie - Moldavie | 1-1   | Amical                          |
| 27 mars 2002     | Chișinău | Moldavie - Hongrie | 0-2   | Amical                          |
| 20 novembre 2002 | Budapest | Hongrie - Moldavie | 1-1   | Amical                          |
| 28 mars 2007     | Budapest | Hongrie - Moldavie | 2-0   | Qualification pour l'Euro 2008  |
| 17 novembre 2007 | Chișinău | Moldavie - Hongrie | 3-0   | Qualifications pour l'Euro 2008 |
| 7 septembre 2010 | Budapest | Hongrie - Moldavie | 2-1   | Qualifications pour l'Euro 2012 |
| 6 septembre 2011 | Chișinău | Moldavie - Hongrie | 0-2   | Qualifications pour l'Euro 2012 |

Bilan
- Total de matchs disputés : 7
- Victoire de l'équipe de Moldavie : 1
- Victoires de l'équipe de Hongrie : 4
- Matchs nuls : 2

### Monténégro[4]
| Date         | Lieu      | Match                | Score | Compétition |
| 24 mars 2007 | Podgorica | Monténégro - Hongrie | 2-1   | Amical      |
| 20 août 2008 | Budapest  | Hongrie - Monténégro | 3-3   | Amical      |

## N

### Norvège
| Date             | Lieu           | Match             | Score | Compétition                                |
| 23 juin 1912     | Oslo           | Norvège - Hongrie | 0-6   | Amical                                     |
| 8 mai 1955       | Oslo           | Norvège - Hongrie | 0-5   | Amical                                     |
| 12 juin 1957     | Oslo           | Norvège - Hongrie | 2-1   | Qualifications pour la Coupe du monde 1958 |
| 10 novembre 1957 | Budapest       | Hongrie - Norvège | 5-0   | Qualifications pour la Coupe du monde 1958 |
| 7 octobre 1970   | Oslo           | Norvège - Hongrie | 1-3   | Qualifications pour l’Euro 1972            |
| 27 octobre 1971  | Budapest       | Hongrie - Norvège | 4-0   | Qualifications pour l’Euro 1972            |
| 20 mai 1981      | Oslo           | Norvège - Hongrie | 1-2   | Qualifications pour la Coupe du monde 1982 |
| 31 octobre 1981  | Budapest       | Hongrie - Norvège | 4-1   | Qualifications pour la Coupe du monde 1982 |
| 23 mai 1984      | Székesfehérvár | Hongrie - Norvège | 0-0   | Amical                                     |
| 9 septembre 1986 | Oslo           | Norvège - Hongrie | 0-0   | Amical                                     |
| 10 octobre 1990  | Bergen         | Norvège - Hongrie | 0-0   | Qualifications pour l’Euro 1992            |
| 30 octobre 1991  | Szombathely    | Hongrie - Norvège | 0-0   | Qualifications pour l’Euro 1992            |
| 9 octobre 1996   | Oslo           | Norvège - Hongrie | 3-0   | Qualifications pour la Coupe du monde 1998 |
| 8 juin 1997      | Budapest       | Hongrie - Norvège | 1-1   | Qualifications pour la Coupe du monde 1998 |
| 2 septembre 2006 | Budapest       | Hongrie - Norvège | 1-4   | Qualifications pour l’Euro 2008            |
| 6 juin 2007      | Oslo           | Norvège - Hongrie | 4-0   | Qualifications pour l’Euro 2008            |
| 14 novembre 2012 | Budapest       | Hongrie - Norvège | 0-2   | Amical                                     |
| 12 novembre 2015 | Oslo           | Norvège - Hongrie | 0-1   | Qualifications pour l’Euro 2016            |
| 15 novembre 2015 | Budapest       | Hongrie - Norvège | 2-1   | Qualifications pour l’Euro 2016            |

- Total de matchs disputés : 19
- Victoires de l'équipe de Hongrie : 9
- Victoires de l'équipe de Norvège : 5
- Matchs nuls : 5

### Nouvelle-Zélande
| Date            | Lieu         | Match                      | Score | Compétition |
| 11 février 1982 | Auckland     | Nouvelle-Zélande - Hongrie | 1-2   | Amical      |
| 14 février 1982 | Christchurch | Nouvelle-Zélande - Hongrie | 1-2   | Amical      |
| 24 mai 2006     | Budapest     | Hongrie - Nouvelle-Zélande | 2-0   | Amical      |

- Total de matchs disputés : 3
- Victoires de l'équipe de Hongrie : 3
- Victoire de l'équipe de Nouvelle-Zélande : 0
- Match nul : 0

## P

### Paraguay
| Date             | Lieu     | Match              | Score | Compétition |
| 13 décembre 2000 | Asuncion | Paraguay - Hongrie | 1-1   | Amical      |

### Pays de Galles
| Date            | Lieu      | Match                    | Score | Compétition                         |
| 8 juin 1958     | Sandviken | Hongrie - Pays de Galles | 1-1   | Coupe du monde 1958                 |
| 17 juin 1958    | Malmö     | Pays de Galles - Hongrie | 2-1   | Coupe du monde 1958 (Match d'appui) |
| 28 mai 1961     | Budapest  | Hongrie - Pays de Galles | 3-2   | Amical                              |
| 7 novembre 1962 | Budapest  | Hongrie - Pays de Galles | 3-1   | Qualifications pour l'Euro 1964     |
| 20 mars 1963    | Cardiff   | Pays de Galles - Hongrie | 1-1   | Qualifications pour l'Euro 1964     |
| 30 octobre 1974 | Cardiff   | Pays de Galles - Hongrie | 2-0   | Qualifications pour l'Euro 1976     |
| 16 avril 1975   | Budapest  | Hongrie - Pays de Galles | 1-2   | Qualifications pour l'Euro 1976     |
| 16 octobre 1985 | Cardiff   | Pays de Galles - Hongrie | 0-3   | Amical                              |
| 31 mars 2004    | Budapest  | Hongrie - Pays de Galles | 1-2   | Amical                              |
| 9 février 2005  | Cardiff   | Pays de Galles - Hongrie | 2-0   | Amical                              |

- Total de matchs disputés : 10
- Victoires de l'équipe du pays de Galles : 5
- Victoires de l'équipe de Hongrie : 3
- Matchs nuls : 2

### Pays-Bas
| Date              | Lieu      | Match              | Score | Compétition                                |
| 8 juin 1930       | Budapest  | Hongrie - Pays-Bas | 6-2   | Match amical                               |
| 5 mars 1933       | Amsterdam | Pays-Bas - Hongrie | 1-2   | Match amical                               |
| 26 février 1939   | Rotterdam | Pays-Bas - Hongrie | 3-2   | Match amical                               |
| 30 avril 1961     | Rotterdam | Pays-Bas - Hongrie | 0-3   | Qualifications pour la Coupe du monde 1962 |
| 22 octobre 1961   | Budapest  | Hongrie - Pays-Bas | 3-3   | Qualifications pour la Coupe du monde 1962 |
| 7 septembre 1966  | Rotterdam | Pays-Bas - Hongrie | 2-2   | Qualifications pour l'Euro 1968            |
| 10 mai 1967       | Budapest  | Hongrie - Pays-Bas | 2-1   | Qualifications pour l'Euro 1968            |
| 17 octobre 1984   | Rotterdam | Pays-Bas - Hongrie | 1-2   | Qualifications pour la Coupe du monde 1986 |
| 14 mai 1985       | Budapest  | Hongrie - Pays-Bas | 0-1   | Qualifications pour la Coupe du monde 1986 |
| 15 octobre 1986   | Budapest  | Hongrie - Pays-Bas | 0-1   | Qualifications pour l'Euro 1988            |
| 29 avril 1987     | Rotterdam | Pays-Bas - Hongrie | 2-0   | Qualifications pour l'Euro 1988            |
| 1er juin 1994     | Eindhoven | Pays-Bas - Hongrie | 7-1   | Amical                                     |
| 5 juin 2010       | Amsterdam | Pays-Bas - Hongrie | 6-1   | Amical                                     |
| 25 mars 2011      | Budapest  | Hongrie - Pays-Bas | 0-4   | Qualifications pour l'Euro 2012            |
| 29 mars 2011      | Amsterdam | Pays-Bas - Hongrie | 5-3   | Qualifications pour l'Euro 2012            |
| 11 septembre 2012 | Budapest  | Hongrie - Pays-Bas | 1-4   | Qualifications pour la Coupe du monde 2014 |
| 11 octobre 2013   | Amsterdam | Pays-Bas - Hongrie | 8-1   | Qualifications pour la Coupe du monde 2014 |

- Total de matchs disputés : 17
- Victoires de l'équipe des Pays-Bas : 10
- Victoires de l'équipe de Hongrie : 5
- Matchs nuls : 2

### Pérou
| Date           | Lieu     | Match           | Score | Compétition |
| 9 février 1977 | Lima     | Pérou - Hongrie | 3-2   | Amical      |
| 18 avril 1982  | Budapest | Hongrie - Pérou | 1-2   | Amical      |

### Pologne
| Date              | Lieu     | Match             | Score | Compétition                         |
| 18 décembre 1921  | Budapest | Hongrie - Pologne | 1-0   | Amical                              |
| 14 mai 1922       | Cracovie | Pologne - Hongrie | 0-3   | Amical                              |
| 26 mai 1924       | Colombes | Hongrie - Pologne | 5-0   | Jeux olympiques 1924 (Premier tour) |
| 31 août 1924      | Budapest | Hongrie - Pologne | 4-0   | Amical                              |
| 19 juillet 1925   | Cracovie | Pologne - Hongrie | 0-2   | Amical                              |
| 20 août 1926      | Budapest | Hongrie - Pologne | 4-1   | Amical                              |
| 5 août 1936       | Berlin   | Pologne - Hongrie | 3-0   | Jeux olympiques 1936 (1/8 finale)   |
| 27 août 1939      | Varsovie | Pologne - Hongrie | 4-2   | Amical                              |
| 19 septembre 1948 | Varsovie | Pologne - Hongrie | 2-6   | Coupe des Balkans                   |
| 10 juillet 1949   | Debrecen | Hongrie - Pologne | 8-2   | Amical                              |
| 4 juin 1950       | Varsovie | Pologne - Hongrie | 2-5   | Amical                              |
| 27 mai 1951       | Budapest | Hongrie - Pologne | 6-0   | Amical                              |
| 15 juin 1952      | Varsovie | Pologne - Hongrie | 1-5   | Amical                              |
| 15 juillet 1956   | Budapest | Hongrie - Pologne | 4-1   | Amical                              |
| 14 septembre 1958 | Chorzów  | Pologne - Hongrie | 1-3   | Amical                              |
| 13 novembre 1960  | Budapest | Hongrie - Pologne | 4-1   | Amical                              |
| 2 septembre 1962  | Poznań   | Pologne - Hongrie | 0-2   | Amical                              |
| 3 mai 1966        | Chorzów  | Pologne - Hongrie | 1-1   | Amical                              |
| 2 mai 1970        | Budapest | Hongrie - Pologne | 2-0   | Amical                              |
| 8 octobre 1975    | Łódź     | Pologne - Hongrie | 4-2   | Amical                              |
| 13 avril 1977     | Budapest | Hongrie - Pologne | 2-1   | Amical                              |
| 4 avril 1979      | Chorzów  | Pologne - Hongrie | 1-1   | Amical                              |
| 26 mars 1980      | Budapest | Hongrie - Pologne | 2-1   | Amical                              |
| 17 mai 1987       | Budapest | Hongrie - Pologne | 5-3   | Qualifications pour l’Euro 1988     |
| 23 septembre 1987 | Varsovie | Pologne - Hongrie | 3-2   | Qualifications pour l’Euro 1988     |
| 4 mai 1994        | Cracovie | Pologne - Hongrie | 3-2   | Amical                              |
| 6 septembre 1997  | Varsovie | Pologne - Hongrie | 1-0   | Amical                              |
| 29 mars 2000      | Debrecen | Hongrie - Pologne | 0-0   | Amical                              |
| 29 mars 2003      | Chorzów  | Pologne - Hongrie | 0-0   | Qualifications pour l’Euro 2004     |
| 11 octobre 2003   | Budapest | Hongrie - Pologne | 1-2   | Qualifications pour l’Euro 2004     |
| 17 octobre 2007   | Łódź     | Pologne - Hongrie | 0-1   | Amical                              |
| 15 novembre 2011  | Poznań   | Pologne - Hongrie | 2-1   | Amical                              |
| 25 mars 2021      | Budapest | Hongrie - Pologne | 3-3   | Éliminatoires Coupe du monde 2022   |

- Total de matchs disputés : 33
- Victoires de l'équipe de Hongrie : 23
- Victoires de l'équipe de Pologne : 11
- Matchs nuls : 5

### Portugal
Confrontations entre le Portugal et la Hongrie :
| Date             | Lieu                    | Match              | Score | Compétition                                |
| 26 décembre 1926 | Porto Portugal          | Portugal - Hongrie | 3-3   | Match amical                               |
| 29 janvier 1933  | Lisbonne Portugal       | Portugal - Hongrie | 1-0   | Match amical                               |
| 9 janvier 1938   | Lisbonne Portugal       | Portugal - Hongrie | 4-0   | Match amical                               |
| 9 juin 1956      | Lisbonne Portugal       | Portugal - Hongrie | 2-2   | Match amical                               |
| 13 juillet 1966  | Manchester Angleterre   | Portugal - Hongrie | 3-1   | Coupe du monde 1966 (1er tour)             |
| 13 avril 1983    | Coimbra Portugal        | Portugal - Hongrie | 0-0   | Match amical                               |
| 6 septembre 1998 | Budapest Hongrie        | Hongrie - Portugal | 1-3   | Qualifications pour l'Euro 2000            |
| 9 octobre 1999   | Lisbonne Portugal       | Portugal - Hongrie | 3-0   | Qualifications pour l'Euro 2000            |
| 9 septembre 2009 | Budapest Hongrie        | Hongrie - Portugal | 0-1   | Qualifications pour la Coupe du monde 2010 |
| 10 octobre 2009  | Lisbonne Portugal       | Portugal - Hongrie | 3-0   | Qualifications pour la Coupe du monde 2010 |
| 22 juin 2016     | Décines-Charpieu France | Hongrie - Portugal | 3-3   | Euro 2016 (groupe F)                       |

Bilan
- Total de matchs disputés : 11
- Victoires de l'équipe du Portugal : 7
- Victoires de l'équipe de Hongrie : 0
- Matchs nuls : 4

## Q

### Qatar
| Date            | Lieu | Match           | Score | Compétition |
| 2 février 1986  | Doha | Qatar - Hongrie | 0-3   | Amical      |
| 11 octobre 1992 | Doha | Qatar - Hongrie | 1-4   | Amical      |
| 13 octobre 1992 | Doha | Qatar - Hongrie | 1-1   | Amical      |

- Total de matchs disputés : 3
- Victoires de l'équipe de Hongrie : 2
- Victoire de l'équipe de Qatar : 0
- Match nul : 1

## R

### République tchèque
| Date            | Lieu     | Match                        | Score | Compétition                |
| 12 février 2002 | Larnaca  | République tchèque - Hongrie | 2-0   | Tournoi de Chypre (Amical) |
| 1er juin 2012   | Prague   | République tchèque - Hongrie | 1-2   | Amical                     |
| 14 août 2013    | Budapest | Hongrie - République tchèque | 1-1   | Amical                     |

- Total de matchs disputés : 3
- Victoires de l'équipe de Hongrie : 1
- Victoire de l'équipe de République tchèque : 1
- Match nul : 1

### Roumanie
| Date              | Lieu     | Match              | Score | Compétition                                |
| 4 octobre 1936    | Bucarest | Roumanie - Hongrie | 1-2   | Amical                                     |
| 22 octobre 1938   | Bucarest | Roumanie - Hongrie | 1-1   | Amical                                     |
| 19 mai 1940       | Budapest | Hongrie - Roumanie | 2-0   | Amical                                     |
| 30 septembre 1945 | Budapest | Hongrie - Roumanie | 7-2   | Amical                                     |
| 12 octobre 1947   | Bucarest | Roumanie - Hongrie | 0-3   | Coupe des Balkans                          |
| 6 juin 1948       | Budapest | Hongrie - Roumanie | 9-0   | Coupe des Balkans                          |
| 24 octobre 1948   | Bucarest | Roumanie - Hongrie | 1-5   | Coupe des Balkans                          |
| 15 juillet 1952   | Turku    | Hongrie - Roumanie | 2-1   | Jeux olympiques 1952 (Tour préliminaire)   |
| 19 septembre 1954 | Budapest | Hongrie – Roumanie | 5-1   | Amical                                     |
| 26 octobre 1958   | Bucarest | Roumanie - Hongrie | 1-2   | Amical                                     |
| 29 avril 1972     | Budapest | Hongrie - Roumanie | 1-1   | Euro 1972 (1/4 finale, aller)              |
| 14 mai 1972       | Bucarest | Roumanie - Hongrie | 2-2   | Euro 1972 (1/4 finale, retour)             |
| 17 mai 1972       | Belgrade | Hongrie - Roumanie | 2-1   | Euro 1972 (1/4 finale, appui)              |
| 13 mai 1981       | Budapest | Hongrie - Roumanie | 1-0   | Qualifications pour la Coupe du monde 1982 |
| 23 septembre 1981 | Bucarest | Roumanie - Hongrie | 0-0   | Qualifications pour la Coupe du monde 1982 |
| 14 octobre 1998   | Budapest | Hongrie - Roumanie | 1-1   | Qualifications pour l’Euro 2000            |
| 5 juin 1999       | Bucarest | Roumanie - Hongrie | 2-0   | Qualifications pour l’Euro 2000            |
| 2 juin 2001       | Bucarest | Roumanie - Hongrie | 2-0   | Qualifications pour la Coupe du monde 2002 |
| 5 septembre 2001  | Budapest | Hongrie - Roumanie | 0-2   | Qualifications pour la Coupe du monde 2002 |
| 21 février 2004   | Nicosie  | Roumanie - Hongrie | 3-0   | Tournoi de Chypre (finale)                 |
| 12 août 2009      | Budapest | Hongrie - Roumanie | 0-1   | Amical                                     |
| 22 mars 2013      | Budapest | Hongrie - Roumanie | 2-2   | Qualifications pour la Coupe du monde 2014 |
| 6 septembre 2013  | Bucarest | Roumanie - Hongrie | 3-0   | Qualifications pour la Coupe du monde 2014 |
| 11 octobre 2014   | Bucarest | Roumanie - Hongrie | 1-1   | Qualifications pour l’Euro 2016            |
| 4 septembre 2015  | Budapest | Hongrie - Roumanie | 0-0   | Qualifications pour l’Euro 2016            |

- Total de matchs disputés : 25
- Victoires de l'équipe de Hongrie : 11
- Victoires de l'équipe de Roumanie : 6
- Matchs nuls : 8

### Russie
| Date             | Lieu     | Match                  | Score | Compétition                                |
| 12 juillet 1912  | Moscou   | Empire russe - Hongrie | 0-9   | Amical                                     |
| 14 juillet 1912  | Moscou   | Empire russe - Hongrie | 0-12  | Amical                                     |
| 28 avril 1993    | Moscou   | Russie - Hongrie       | 3-0   | Qualifications pour la Coupe du monde 1994 |
| 8 septembre 1993 | Budapest | Hongrie - Russie       | 1-3   | Qualifications pour la Coupe du monde 1994 |
| 3 mars 2010      | Győr     | Hongrie - Russie       | 1-1   | Amical                                     |
| 18 novembre 2014 | Budapest | Hongrie - Russie       | 1-2   | Amical                                     |
| 5 juin 2017      | Budapest | Hongrie - Russie       | 0-3   | Amical                                     |

- Total de matchs disputés : 7
- Victoires de l'équipe de Russie : 4
- Victoires de l'équipe de Hongrie : 2
- Match nul : 1

## S

### Saint-Marin
| Date             | Lieu       | Match                 | Score | Compétition                        |
| 16 octobre 2002  | Budapest   | Hongrie - Saint-Marin | 3-0   | Qualifications pour l'Euro 2004    |
| 11 juin 2003     | Serravalle | Saint-Marin - Hongrie | 0-5   | Qualifications pour l'Euro 2004    |
| 8 octobre 2010   | Budapest   | Hongrie - Saint-Marin | 8-0   | Qualifications pour l'Euro 2012    |
| 7 juin 2011      | Serravalle | Saint-Marin - Hongrie | 0-3   | Qualifications pour l'Euro 2012    |
| 12 novembre 2021 | Budapest   | Hongrie - Saint-Marin | 4-0   | Qualifications Coupe du monde 2022 |

- Total de matchs disputés : 5
- Victoires de l'équipe de Hongrie : 5
- Victoire de l'équipe de Saint-Marin : 0
- Match nul : 0

### Salvador[5]
| Date            | Lieu         | Match              | Score | Compétition                        |
| 15 juin 1982    | Elche        | Hongrie - Salvador | 10-1  | Coupe du monde 1982 (Premier tour) |
| 8 décembre 1991 | San Salvador | Salvador - Hongrie | 1-1   | Amical                             |

### Slovaquie
| Date             | Lieu       | Match               | Score | Compétition              |
| 31 mars 1999     | Bratislava | Slovaquie - Hongrie | 0-0   | Qualifications Euro 2000 |
| 9 juin 1999      | Győr       | Hongrie - Slovaquie | 0-1   | Qualifications Euro 2000 |
| 30 novembre 2004 | Bangkok    | Hongrie - Slovaquie | 0-1   | King's Cup 2004 (amical) |
| 6 février 2008   | Limassol   | Hongrie - Slovaquie | 1-1   | Amical                   |

- Total de matchs disputés : 4
- Victoire de l'équipe de Hongrie : 0
- Victoires de l'équipe de Slovaquie : 2
- Matchs nuls : 2

### Slovénie
| Date         | Lieu          | Match              | Score | Compétition |
| 6 avril 1994 | Szombathely   | Hongrie - Slovénie | 0-1   | Amical      |
| 19 août 1998 | Zalaegerszeg  | Hongrie - Slovénie | 2-1   | Amical      |
| 20 août 2003 | Murska Sobota | Slovénie - Hongrie | 2-1   | Amical      |
| 26 mars 2008 | Zalaegerszeg  | Hongrie - Slovénie | 0-1   | Amical      |

- Total de matchs disputés : 4
- Victoire de l'équipe de Hongrie : 1
- Victoires de l'équipe de Slovénie : 3
- Match nul : 0

### Suède
| Date              | Lieu      | Match           | Score | Compétition                                |
| 20 juin 1912      | Göteborg  | Suède - Hongrie | 2-2   | Amical                                     |
| 18 mai 1913       | Budapest  | Hongrie - Suède | 2-0   | Amical                                     |
| 21 juin 1914      | Solna     | Suède - Hongrie | 1-1   | Amical                                     |
| 6 novembre 1921   | Budapest  | Hongrie - Suède | 4-2   | Amical                                     |
| 9 juillet 1922    | Stockholm | Suède - Hongrie | 1-1   | Amical                                     |
| 28 octobre 1923   | Budapest  | Hongrie - Suède | 2-1   | Amical                                     |
| 12 juillet 1925   | Stockholm | Suède - Hongrie | 6-2   | Amical                                     |
| 14 novembre 1926  | Budapest  | Hongrie - Suède | 3-1   | Amical                                     |
| 8 novembre 1931   | Budapest  | Hongrie - Suède | 3-1   | Amical                                     |
| 2 juillet 1933    | Solna     | Suède - Hongrie | 5-2   | Amical                                     |
| 16 juin 1938      | Paris     | Hongrie – Suède | 5-1   | Coupe du monde 1938 (Demi-finale)          |
| 12 septembre 1943 | Solna     | Suède - Hongrie | 2-3   | Amical                                     |
| 7 novembre 1943   | Budapest  | Hongrie - Suède | 2-7   | Amical                                     |
| 19 juin 1949      | Solna     | Suède - Hongrie | 2-2   | Amical                                     |
| 20 novembre 1949  | Budapest  | Hongrie - Suède | 5-0   | Amical                                     |
| 28 juillet 1952   | Helsinki  | Hongrie - Suède | 6-0   | Jeux olympiques 1952 (Demi-finale)         |
| 5 juillet 1953    | Solna     | Suède - Hongrie | 2-4   | Amical                                     |
| 15 novembre 1953  | Budapest  | Hongrie - Suède | 2-2   | Amical                                     |
| 11 mai 1955       | Solna     | Suède - Hongrie | 3-7   | Amical                                     |
| 13 novembre 1955  | Budapest  | Hongrie - Suède | 4-2   | Amical                                     |
| 16 juin 1957      | Solna     | Suède - Hongrie | 0-0   | Amical                                     |
| 12 juin 1958      | Solna     | Suède - Hongrie | 2-1   | Coupe du monde 1958 (Premier tour)         |
| 28 juin 1959      | Budapest  | Hongrie - Suède | 3-2   | Amical                                     |
| 5 mai 1963        | Solna     | Suède - Hongrie | 2-1   | Amical                                     |
| 24 septembre 1969 | Solna     | Suède - Hongrie | 2-0   | Amical                                     |
| 16 mai 1970       | Budapest  | Hongrie - Suède | 1-2   | Amical                                     |
| 25 mai 1972       | Solna     | Suède - Hongrie | 0-0   | Qualifications pour la Coupe du monde 1974 |
| 13 juin 1973      | Budapest  | Hongrie - Suède | 3-3   | Qualifications pour la Coupe du monde 1974 |
| 8 septembre 1976  | Solna     | Suède - Hongrie | 1-1   | Amical                                     |
| 12 octobre 1977   | Budapest  | Hongrie - Suède | 3-0   | Amical                                     |
| 20 août 1980      | Budapest  | Hongrie - Suède | 2-0   | Amical                                     |
| 27 mai 1992       | Solna     | Suède - Hongrie | 2-1   | Amical                                     |
| 15 avril 1993     | Budapest  | Hongrie - Suède | 0-2   | Amical                                     |
| 16 novembre 1994  | Solna     | Suède - Hongrie | 2-0   | Qualifications pour l’Euro 1996            |
| 26 avril 1995     | Budapest  | Hongrie - Suède | 1-0   | Qualifications pour l’Euro 1996            |
| 12 octobre 2002   | Solna     | Suède - Hongrie | 1-1   | Qualifications pour l’Euro 2004            |
| 2 avril 2003      | Budapest  | Hongrie - Suède | 1-2   | Qualifications pour l’Euro 2004            |
| 9 octobre 2004    | Solna     | Suède - Hongrie | 3-0   | Qualifications pour la Coupe du monde 2006 |
| 7 septembre 2005  | Budapest  | Hongrie - Suède | 0-1   | Qualifications pour la Coupe du monde 2006 |
| 10 septembre 2008 | Solna     | Suède - Hongrie | 2-1   | Qualifications pour la Coupe du monde 2010 |
| 5 septembre 2009  | Budapest  | Hongrie - Suède | 1-2   | Qualifications pour la Coupe du monde 2010 |
| 3 septembre 2010  | Solna     | Suède - Hongrie | 2-0   | Qualifications pour l’Euro 2012            |
| 2 septembre 2011  | Budapest  | Hongrie - Suède | 2-1   | Qualifications pour l’Euro 2012            |

- Total de matchs disputés : 43
- Victoires de l'équipe de Hongrie : 17
- Victoires de l'équipe de Suède : 16
- Matchs nuls : 10

### Suisse
| Date              | Lieu     | Match            | Score | Compétition                                |
| 8 janvier 1911    | Zurich   | Suisse - Hongrie | 2-0   | Amical                                     |
| 29 octobre 1911   | Budapest | Hongrie - Suisse | 9-0   | Amical                                     |
| 12 mai 1918       | Budapest | Hongrie - Suisse | 2-1   | Amical                                     |
| 15 juin 1922      | Budapest | Hongrie - Suisse | 1-1   | Amical                                     |
| 11 mars 1923      | Lausanne | Suisse - Hongrie | 1-6   | Amical                                     |
| 18 mai 1924       | Zurich   | Suisse - Hongrie | 4-2   | Amical                                     |
| 25 mars 1925      | Budapest | Hongrie - Suisse | 5-0   | Amical                                     |
| 1er novembre 1928 | Budapest | Hongrie - Suisse | 3-1   | Coupe internationale                       |
| 14 avril 1929     | Berne    | Suisse - Hongrie | 4-5   | Coupe internationale                       |
| 13 avril 1930     | Bâle     | Suisse - Hongrie | 2-2   | Amical                                     |
| 12 avril 1931     | Budapest | Hongrie – Suisse | 6-2   | Coupe internationale                       |
| 19 juin 1932      | Berne    | Suisse - Hongrie | 3-1   | Coupe internationale                       |
| 17 septembre 1933 | Budapest | Hongrie - Suisse | 3-0   | Coupe internationale                       |
| 14 avril 1935     | Zurich   | Suisse - Hongrie | 6-2   | Coupe internationale                       |
| 10 novembre 1935  | Budapest | Hongrie - Suisse | 6-1   | Amical                                     |
| 11 avril 1937     | Bâle     | Suisse - Hongrie | 1-5   | Coupe internationale                       |
| 14 novembre 1937  | Budapest | Hongrie - Suisse | 2-0   | Coupe internationale                       |
| 12 juin 1938      | Lille    | Hongrie - Suisse | 2-0   | Coupe du monde 1938 (Quart de finale)      |
| 2 avril 1939      | Zurich   | Suisse - Hongrie | 3-1   | Amical                                     |
| 31 mars 1940      | Budapest | Hongrie - Suisse | 3-0   | Amical                                     |
| 16 novembre 1941  | Zurich   | Suisse - Hongrie | 1-2   | Amical                                     |
| 1er novembre 1942 | Budapest | Hongrie - Suisse | 3-0   | Amical                                     |
| 16 mai 1943       | Genève   | Suisse - Hongrie | 1-3   | Amical                                     |
| 21 avril 1948     | Budapest | Hongrie - Suisse | 7-4   | Coupe internationale                       |
| 20 septembre 1952 | Berne    | Suisse - Hongrie | 2-4   | Coupe internationale                       |
| 10 octobre 1954   | Budapest | Hongrie - Suisse | 3-0   | Amical                                     |
| 17 septembre 1955 | Lausanne | Suisse - Hongrie | 4-5   | Coupe internationale                       |
| 25 octobre 1959   | Budapest | Hongrie - Suisse | 8-0   | Coupe internationale                       |
| 4 octobre 1964    | Berne    | Suisse - Hongrie | 0-2   | Amical                                     |
| 5 juin 1966       | Budapest | Hongrie - Suisse | 3-1   | Amical                                     |
| 15 novembre 1970  | Bâle     | Suisse - Hongrie | 0-1   | Amical                                     |
| 4 décembre 1974   | Szolnok  | Hongrie - Suisse | 1-0   | Amical                                     |
| 30 avril 1976     | Lausanne | Suisse - Hongrie | 0-1   | Amical                                     |
| 28 avril 1981     | Lucerne  | Suisse - Hongrie | 2-2   | Qualifications pour la Coupe du monde 1982 |
| 14 octobre 1981   | Budapest | Hongrie - Suisse | 3-0   | Qualifications pour la Coupe du monde 1982 |
| 22 août 1984      | Budapest | Hongrie - Suisse | 3-0   | Amical                                     |
| 4 avril 1989      | Budapest | Hongrie - Suisse | 3-0   | Amical                                     |
| 9 mars 1994       | Budapest | Hongrie - Suisse | 1-2   | Amical                                     |
| 29 mars 1995      | Budapest | Hongrie - Suisse | 2-2   | Qualifications pour l’Euro 1996            |
| 11 octobre 1995   | Zurich   | Suisse - Hongrie | 3-0   | Qualifications pour l’Euro 1996            |
| 30 avril 1997     | Zurich   | Suisse - Hongrie | 1-0   | Qualifications pour la Coupe du monde 1998 |
| 20 août 1997      | Budapest | Hongrie - Suisse | 1-1   | Qualifications pour la Coupe du monde 1998 |
| 18 novembre 1998  | Budapest | Hongrie - Suisse | 2-0   | Amical                                     |
| 13 février 2002   | Limassol | Hongrie - Suisse | 1-2   | Tournoi de Chypre (Amical)                 |
| 7 Octobre 2016    | Budapest | Hongrie - Suisse | 2-3   | Qualifications pour la Coupe du monde 2018 |
| 7 Octobre 2017    | Zurich   | Suisse - Hongrie | 5-2   | Qualifications pour la Coupe du monde 2018 |
| 15 Juin 2024      | Cologne  | Hongrie - Suisse | 1-3   | Euro 2024 (Groupe A)                       |

- Total de matchs disputés : 47
- Victoires de l'équipe de Hongrie : 29
- Victoires de l'équipe de Suisse : 13
- Matchs nuls : 5

## T

### Tchécoslovaquie
| Date              | Lieu        | Match                     | Score | Compétition                                                |
| 11 octobre 1925   | Prague      | Tchécoslovaquie - Hongrie | 2-0   | Amical                                                     |
| 6 juin 1926       | Budapest    | Hongrie - Tchécoslovaquie | 2-1   | Amical                                                     |
| 24 avril 1927     | Prague      | Tchécoslovaquie - Hongrie | 4-1   | Amical                                                     |
| 9 octobre 1927    | Budapest    | Hongrie - Tchécoslovaquie | 1-2   | Amical                                                     |
| 22 avril 1928     | Budapest    | Hongrie - Tchécoslovaquie | 2-0   | Coupe internationale                                       |
| 23 septembre 1928 | Prague      | Tchécoslovaquie - Hongrie | 6-1   | Amical                                                     |
| 8 septembre 1929  | Prague      | Tchécoslovaquie - Hongrie | 1-1   | Coupe internationale                                       |
| 1er mai 1930      | Prague      | Tchécoslovaquie - Hongrie | 1-1   | Amical                                                     |
| 26 octobre 1930   | Budapest    | Hongrie - Tchécoslovaquie | 1-1   | Amical                                                     |
| 22 mars 1931      | Prague      | Tchécoslovaquie - Hongrie | 3-3   | Coupe internationale                                       |
| 20 septembre 1931 | Budapest    | Hongrie - Tchécoslovaquie | 3-0   | Amical                                                     |
| 20 mars 1932      | Prague      | Tchécoslovaquie - Hongrie | 1-3   | Amical                                                     |
| 18 septembre 1932 | Budapest    | Hongrie - Tchécoslovaquie | 2-1   | Coupe internationale                                       |
| 19 mars 1933      | Budapest    | Hongrie - Tchécoslovaquie | 2-0   | Amical                                                     |
| 29 avril 1934     | Prague      | Tchécoslovaquie - Hongrie | 2-2   | Coupe internationale                                       |
| 22 septembre 1935 | Budapest    | Hongrie - Tchécoslovaquie | 1-0   | Coupe internationale                                       |
| 18 octobre 1936   | Prague      | Tchécoslovaquie - Hongrie | 5-2   | Coupe internationale                                       |
| 19 septembre 1937 | Budapest    | Hongrie - Tchécoslovaquie | 8-3   | Coupe internationale                                       |
| 23 mai 1948       | Budapest    | Hongrie - Tchécoslovaquie | 2-1   | Coupe des Balkans 1948                                     |
| 10 avril 1949     | Prague      | Tchécoslovaquie - Hongrie | 5-2   | Coupe internationale                                       |
| 30 avril 1950     | Budapest    | Hongrie - Tchécoslovaquie | 5-0   | Amical                                                     |
| 14 octobre 1951   | Ostrava     | Tchécoslovaquie - Hongrie | 1-2   | Amical                                                     |
| 19 octobre 1952   | Budapest    | Hongrie - Tchécoslovaquie | 5-0   | Amical                                                     |
| 4 octobre 1953    | Prague      | Tchécoslovaquie - Hongrie | 1-5   | Amical                                                     |
| 24 octobre 1954   | Budapest    | Hongrie - Tchécoslovaquie | 4-1   | Amical                                                     |
| 2 octobre 1955    | Prague      | Tchécoslovaquie - Hongrie | 1-3   | Coupe internationale                                       |
| 20 mai 1956       | Budapest    | Hongrie - Tchécoslovaquie | 2-4   | Coupe internationale                                       |
| 10 juin 1962      | Rancagua    | Tchécoslovaquie - Hongrie | 1-0   | Coupe du monde 1962 (Quart de finale)                      |
| 2 juin 1963       | Prague      | Tchécoslovaquie - Hongrie | 2-2   | Amical                                                     |
| 11 octobre 1964   | Budapest    | Hongrie - Tchécoslovaquie | 2-2   | Amical                                                     |
| 25 mai 1969       | Budapest    | Hongrie - Tchécoslovaquie | 2-0   | Qualifications pour la Coupe du monde 1970                 |
| 14 septembre 1969 | Prague      | Tchécoslovaquie - Hongrie | 3-3   | Qualifications pour la Coupe du monde 1970                 |
| 3 décembre 1969   | Marseille   | Tchécoslovaquie - Hongrie | 4-1   | Qualifications pour la Coupe du monde 1970 (match d’appui) |
| 15 octobre 1975   | Bratislava  | Tchécoslovaquie - Hongrie | 1-1   | Amical                                                     |
| 20 avril 1977     | Budapest    | Hongrie - Tchécoslovaquie | 2-0   | Amical                                                     |
| 9 novembre 1977   | Prague      | Tchécoslovaquie - Hongrie | 1-1   | Amical                                                     |
| 15 avril 1978     | Budapest    | Hongrie - Tchécoslovaquie | 2-1   | Amical                                                     |
| 12 septembre 1979 | Nyíregyháza | Hongrie - Tchécoslovaquie | 2-1   | Amical                                                     |
| 30 avril 1980     | Košice      | Tchécoslovaquie - Hongrie | 1-0   | Amical                                                     |

- Total de matchs disputés : 39
- Victoires de l'équipe de Hongrie : 19
- Victoires de l'équipe de Tchécoslovaquie : 10
- Matchs nuls : 10

### Tunisie
| Date            | Lieu     | Match             | Score | Compétition |
| 20 juillet 1960 | Budapest | Hongrie - Tunisie | 10-1  | Amical      |

### Turquie
| Date              | Lieu     | Match             | Score | Compétition                                |
| 24 juillet 1952   | Kotka    | Hongrie - Turquie | 7-1   | Jeux olympiques 1952 (Quart de finale)     |
| 19 février 1956   | Istanbul | Turquie - Hongrie | 3-1   | Amical                                     |
| 24 avril 1962     | Budapest | Hongrie - Turquie | 2-1   | Amical                                     |
| 22 septembre 1982 | Győr     | Hongrie - Turquie | 5-0   | Amical                                     |
| 4 avril 1984      | Istanbul | Turquie - Hongrie | 0-6   | Amical                                     |
| 16 mars 1988      | Budapest | Hongrie - Turquie | 1-0   | Amical                                     |
| 5 septembre 1990  | Budapest | Hongrie - Turquie | 4-1   | Amical                                     |
| 7 septembre 1994  | Budapest | Hongrie - Turquie | 2-2   | Qualifications pour l’Euro 1996            |
| 6 septembre 1995  | Istanbul | Turquie - Hongrie | 2-0   | Qualifications pour l’Euro 1996            |
| 7 octobre 2006    | Budapest | Hongrie - Turquie | 0-1   | Qualifications pour l’Euro 2008            |
| 12 septembre 2007 | Istanbul | Turquie - Hongrie | 3-0   | Qualifications pour l’Euro 2008            |
| 16 octobre 2012   | Budapest | Hongrie - Turquie | 3-1   | Qualifications pour la Coupe du monde 2014 |
| 26 mars 2013      | Istanbul | Turquie - Hongrie | 1-1   | Qualifications pour la Coupe du monde 2014 |

- Total de matchs disputés : 13
- Victoires de l'équipe de Turquie : 4
- Victoires de l'équipe de Hongrie : 7
- Matchs nuls : 2

## U

### Ukraine
| Date          | Lieu        | Match             | Score | Compétition |
| 29 avril 1992 | Oujhorod    | Ukraine - Hongrie | 1-3   | Amical      |
| 26 août 1992  | Nyíregyháza | Hongrie - Ukraine | 2-1   | Amical      |

### Uruguay
| Date             | Lieu       | Match             | Score  | Compétition                       |
| 30 juin 1954     | Berne      | Hongrie - Uruguay | 4-2 ap | Coupe du monde 1954 (Demi-finale) |
| 23 décembre 1961 | Montevideo | Uruguay - Hongrie | 1-1    | Amical                            |
| 18 avril 1962    | Budapest   | Hongrie - Uruguay | 1-1    | Amical                            |
| 17 février 2000  | Montevideo | Uruguay - Hongrie | 2-0    | Amical                            |

- Total de matchs disputés : 4
- Victoire de l'équipe de Hongrie : 1
- Victoire de l'équipe d'Uruguay : 1
- Matchs nuls : 2

### Union soviétique
| Date              | Lieu       | Match                      | Score | Compétition                                |
| 26 septembre 1954 | Moscou     | Union soviétique - Hongrie | 1-1   | Amical                                     |
| 25 septembre 1955 | Budapest   | Hongrie - Union soviétique | 1-1   | Amical                                     |
| 23 septembre 1956 | Moscou     | Union soviétique - Hongrie | 0-1   | Amical                                     |
| 22 septembre 1957 | Budapest   | Hongrie - Union soviétique | 1-2   | Amical                                     |
| 28 septembre 1958 | Moscou     | Union soviétique - Hongrie | 3-1   | Huitièmes de finale Euro 1960              |
| 27 septembre 1959 | Budapest   | Hongrie - Union soviétique | 0-1   | Huitièmes de finale Euro 1960              |
| 22 septembre 1963 | Moscou     | Union soviétique - Hongrie | 1-1   | Amical                                     |
| 23 juillet 1966   | Sunderland | Union soviétique - Hongrie | 2-1   | Coupe du monde 1966 (Quart de finale)      |
| 4 mai 1968        | Budapest   | Hongrie - Union soviétique | 2-0   | Quarts de finale Euro 1968                 |
| 11 mai 1968       | Moscou     | Union soviétique - Hongrie | 3-0   | Quarts de finale Euro 1968                 |
| 14 juin 1972      | Bruxelles  | Union soviétique - Hongrie | 1-0   | Championnat d'Europe 1972 (Demi-finale)    |
| 26 mai 1976       | Budapest   | Hongrie - Union soviétique | 1-1   | Amical                                     |
| 30 avril 1977     | Budapest   | Hongrie - Union soviétique | 2-1   | Qualifications pour la Coupe du monde 1978 |
| 18 mai 1977       | Tbilissi   | Union soviétique - Hongrie | 2-0   | Qualifications pour la Coupe du monde 1978 |
| 11 octobre 1978   | Budapest   | Hongrie - Union soviétique | 2-0   | Qualifications pour l'Euro 1980            |
| 19 mai 1979       | Tbilissi   | Union soviétique - Hongrie | 2-2   | Qualifications pour l'Euro 1980            |
| 27 août 1980      | Budapest   | Hongrie - Union soviétique | 1-4   | Amical                                     |
| 2 juin 1986       | Irapuato   | Union soviétique - Hongrie | 6-0   | Coupe du monde 1986 (Premier tour)         |
| 17 avril 1991     | Budapest   | Hongrie - Union soviétique | 0-1   | Qualifications pour l'Euro 1992            |
| 25 septembre 1991 | Moscou     | Union soviétique - Hongrie | 2-2   | Qualifications pour l'Euro 1992            |

- Total de matchs disputés : 20
- Victoires de l'équipe de Hongrie : 4
- Victoires de l'équipe d'Union soviétique : 10
- Matchs nuls : 6

## Y

### Yougoslavie
| Date               | Lieu           | Match                 | Score | Compétition                                                 |
| 10 avril 1927      | Budapest       | Hongrie - Yougoslavie | 3-0   | Amical                                                      |
| 21 mai 1931        | Belgrade       | Yougoslavie - Hongrie | 3-2   | Amical                                                      |
| 9 mai 1937         | Budapest       | Hongrie - Yougoslavie | 1-1   | Amical                                                      |
| 12 novembre 1939   | Belgrade       | Yougoslavie - Hongrie | 0-2   | Amical                                                      |
| 29 septembre 1940  | Budapest       | Hongrie - Yougoslavie | 0-0   | Amical                                                      |
| 23 mars 1941       | Belgrade       | Yougoslavie - Hongrie | 1-1   | Amical                                                      |
| 29 juin 1947       | Belgrade       | Yougoslavie - Hongrie | 2-3   | Coupe des Balkans                                           |
| 2 août 1952        | Helsinki       | Hongrie - Yougoslavie | 2-0   | Jeux olympiques 1952 (Finale)                               |
| 29 avril 1956      | Budapest       | Hongrie - Yougoslavie | 2-2   | Coupe internationale                                        |
| 16 septembre 1956  | Belgrade       | Yougoslavie - Hongrie | 1-3   | Coupe internationale                                        |
| 20 avril 1958      | Budapest       | Hongrie – Yougoslavie | 2-0   | Amical                                                      |
| 5 octobre 1958     | Zagreb         | Yougoslavie - Hongrie | 4-4   | Amical                                                      |
| 19 avril 1959      | Budapest       | Hongrie - Yougoslavie | 4-0   | Amical                                                      |
| 11 octobre 1959    | Belgrade       | Yougoslavie - Hongrie | 2-4   | Amical                                                      |
| 9 octobre 1960     | Budapest       | Hongrie - Yougoslavie | 0-0   | Amical                                                      |
| 7 mai 1961         | Belgrade       | Yougoslavie - Hongrie | 2-4   | Amical                                                      |
| 14 octobre 1962    | Budapest       | Hongrie - Yougoslavie | 0-1   | Amical                                                      |
| 6 octobre 1963     | Belgrade       | Yougoslavie - Hongrie | 2-0   | Amical                                                      |
| 25 octobre 1964    | Budapest       | Hongrie - Yougoslavie | 2-1   | Amical                                                      |
| 8 mai 1966         | Zagreb         | Yougoslavie - Hongrie | 2-0   | Amical                                                      |
| 23 avril 1967      | Budapest       | Hongrie - Yougoslavie | 1-0   | Amical                                                      |
| 12 avril 1970      | Belgrade       | Yougoslavie - Hongrie | 2-2   | Amical                                                      |
| 1er septembre 1971 | Budapest       | Hongrie - Yougoslavie | 2-1   | Amical                                                      |
| 26 septembre 1973  | Belgrade       | Yougoslavie - Hongrie | 1-1   | Amical                                                      |
| 29 mai 1974        | Székesfehérvár | Hongrie - Yougoslavie | 3-2   | Amical                                                      |
| 17 avril 1976      | Banja Luka     | Yougoslavie - Hongrie | 0-0   | Amical                                                      |
| 5 octobre 1977     | Budapest       | Hongrie - Yougoslavie | 4-3   | Amical                                                      |
| 31 mars 1984       | Subotica       | Yougoslavie - Hongrie | 2-1   | Amical                                                      |
| 29 octobre 1997    | Budapest       | Hongrie - Yougoslavie | 1-7   | Qualifications pour la Coupe du monde 1998 (barrage aller)  |
| 15 novembre 1997   | Belgrade       | Yougoslavie - Hongrie | 5-0   | Qualifications pour la Coupe du monde 1998 (barrage retour) |

- Total de matchs disputés : 30
- Victoires de l'équipe de Hongrie : 14
- Victoires de l'équipe de Yougoslavie : 7
- Matchs nuls : 9